# Portland (Oregon)
Portland (kiejtése: pɔːrtlənd) az Amerikai Egyesült Államok Oregon állama Multnomah megyéjének székhelye, de területe Clackamas és Washington megyékbe is átnyúlik. A 2020. évi népszámláláskor 652 503 lakosa volt, ezzel az állam legnagyobb és az ország huszonhatodik legnagyobb települése. 2,5 millió lakosú agglomerációja az ország 25. legnagyobbika; az állam népességének közel fele itt él.
Nevét a Maine állambeli Portlandről kapta. Az első telepesek az 1840-es években jelentek meg az Oregon Trail nyugati végén. Vízen szállítottak, a gazdaság legfontosabb ága kezdetben a faipar volt. A huszadik század fordulóján kikötőjét a szervezett bűnözés miatt a világ egyik legveszélyesebbjének tartották. A második világháború idején jelentős gazdasági fejlődés ment végbe, az 1960-as évektől pedig liberális és progresszív városként, az ellenkultúra bástyájaként tartották számon.
A várost a polgármester mellett négy ügyvivő irányítja, agglomerációja pedig az országban egyedüliként választott vezetőkkel rendelkezik. Éghajlata ideális a rózsák számára, ezért a rózsák városának is becézik.

## Története

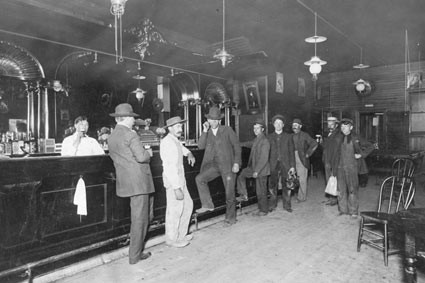
A White Eagle szalon 1910 körül

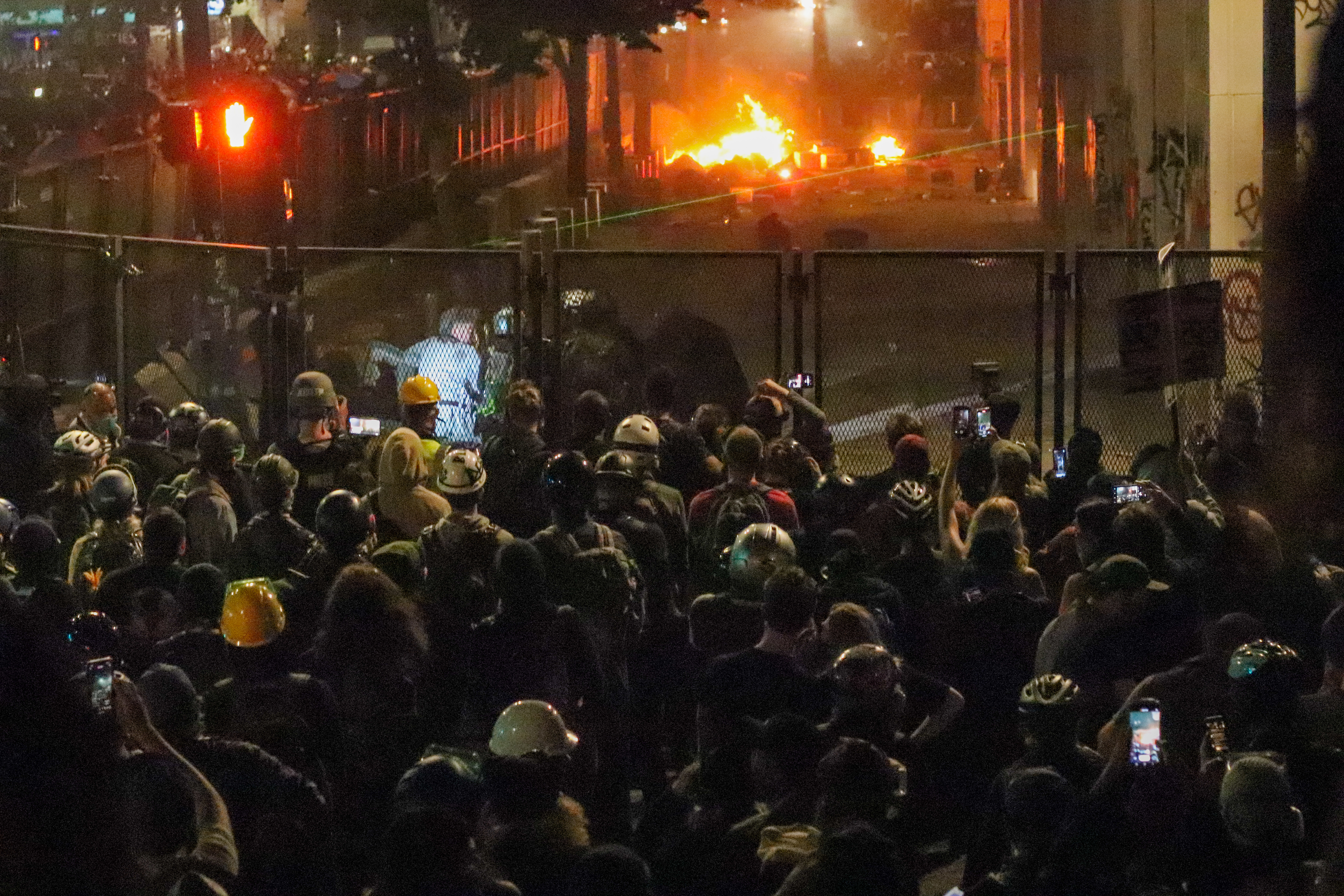
Tüntetés 2020 júliusában

### Őslakosok
A jégkorszakot követően megolvadt gleccserek a mai Portland területét 91–122 méter magasan elárasztották.
Lewis és Clark expedíciójának feljegyzése szerint 1805 körül a csinúkok két csoportja, a clackamasok és a multnomah-k éltek itt. A fehér telepesek ideérkezése előtt a Portland-medence a térség egyik legsűrűbben lakott területe volt.

### Megalapítása
Az 1840-es években az Oregon Trailen számos telepes érkezett a Willamette-völgybe, főként Oregon Citybe. A Willamette folyó torkolatától tizenhat kilométerre, Oregon City és a Fort Vancouver között új település, a kivágott fák miatt Stumptownnak (tönkváros) (vagy The Clearingnek (a tisztítás)) nevezett helység jött létre. 1843-ban William Overton lehetőséget látott benne, azonban nem volt pénze a földhivatali kérvény benyújtáshoz; a 2,6 km2-es terület felét 25 centért a bostoni Asa Lovejoynak adta.
1844-ben Overton a fennmaradó területet a maine-i Portlandből származó Francis Pettygrove-nak adta el. A települést Lovejoy és Pettygrove is szülővárosára kívánta átnevezni; három érmefeldobásból kettőben Pettygrove győzött, így az új név a Portland lett. A portlandi pennyt az Oregoni Történelmi Társaság múzeumában állították ki. Portland 1851. február 8-án kapott városi rangot, ekkor nyolcszáz lakosa, fűrészüzeme, szállodája és újságja (Weekly Oregonian) volt. Az 1873-as nagy tűzben húsz utcasaroknyi épület megsemmisült és 1,3 millió dollár (2024-es árfolyamon körülbelül 34 millió dollár) kár keletkezett. A népesség 1879-re 17 500, 1890-re 46 385 főre nőtt. 1888-ban átadták a nyugati part első acélhídját; utódját 1912-ben állították fel. 1889-ben Henry Pittock felesége, Georgina megalapította a Portlandi Rózsás Társaságot, amely az 1905-ös Lewis és Clark centenáriumi kiállításra készítette fel a várost.
A Willamette és a Columbia folyók könnyen megközelíthetővé tették a Csendes-óceánt, a Great Plank Road (a mai U.S. Road 26) pedig a Tualatin-völgyet, ezzel más kikötővárosokhoz képest Portland előnyösebb helyzetben volt. Az 1890-es években Seattle kikötője vasúttal megközelíthetővé vált, így a portlandi jelentősége csökkent. A városban japánnegyed volt. A különféle fenyő- és tujafélék, valamint a juhar jelenléte miatt jelentős volt a faipar.
Portlandet kezdetben „kemény” kikötővárosként jellemezték; egyes történészek „Új-Anglia sarjaként” írták le. 1889-ben a The Oregonian a tisztítatlan csatornák és víznyelők miatt „az északi államok legmocskosabb városának hívta”, a 20. század fordulóján pedig a világ egyik legveszélyesebb kikötővárosaként tartották nyilván. Sok szalon, bordély, kártyabarlang, illetve a kaliforniai aranyláz miatt ideérkező bányászokat és matrózokat elszállásoló ház volt itt. A 20. század elejére elvesztette „józan határvárosi” hírnevét, és már erőszakosként és veszélyesként tartották számon.

### 20. századi fejlődés
1900 és 1930 között lakossága százezerről 301 815 főre nőtt. A második világháború során, 1942 májusa és szeptember 10-e között az országban elsőként 3676 japánt internáltak; John DeWitt ezredes Portlandet a „nyugati part első japánmentes” városának nevezte.
Az 1940-es és 1950-es években a városban jelentőssé vált a szervezett bűnözés. A Life cikkében beszámolt a korrupcióról, valamint a szerencsejátékról. Jim Elkins maffiavezér szolgált az 1957-es Portland Exposé című film alapjául. A bűnözés ellenére a város ipara fejlődött; Henry J. Kaiser itt alakította ki egyik hadihajógyárát. A népesség ebben az időszakban 150 ezer fővel nőtt.
Az 1960-as években megjelentek a hippik. A Kristálybálterem lett pszichedelikus kultúrájuk központja, emellett élelmiszer-szövetkezeteket és közösségi finanszírozású médiatermékeket alapítottak. Az időszakban megnőtt az őslakosokra, a környezetvédelemre és az LMBT-jogokra koncentráló szocialista aktivizmus mértéke. Az 1970-es évekre Portlandet progresszív városként tartották számon, és jelentősen nőtt a gazdaság, azonban a lakásvásárlások 1979-re lecsökkentek, ezzel a faipar jelentősége csökkent.

### 1990 óta
Az 1990-es években a technológiai szektor jelentős fejlődésnek indult: az Intel egymaga tízmilliárd dollárt fektetett be 1995 óta. Az 1990-es évek végén lakhatás szempontjából a város a negyedik legkevésbé megfizethető településnek számított az országban. 2000 és 2014 között népessége több mint kilencvenezer fővel nőtt, és Louisville után itt él a legtöbb diplomás. 2001 és 2012-ben GDP-je az országban a legnagyobb arányban, ötven százalékkal nőtt.
Számos beceneve van, például a „rózsák városa” (1888 óta használják, 2003 óta hivatalos); ilyen még a PDX (a repülőtér IATA-kódja), a Bridetown, Stumptown, Rip City, Soccer City, P-Town, Portlandia, valamint a Kis-Bejrút.

#### Tüntetések George Floyd halála miatt
2020. május 28-ától 2021 tavaszáig a George Floyd halálát követő tüntetéseken mindennaposak voltak a lopások, rongálások, valamint a rendőri fellépések okozta sérülések. Egy tüntető egy másikat megölt. Az Oregon Public Broadcasting riportja szerint a helyi vállalkozások több millió dolláros veszteséget könyveltek el. A tüntetők egymást és a rendőröket is megsebesítették. Júliusban a szövetségi tulajdon biztosítására szövetségi rendőröket vezényeltek a városba, azonban a helyi szervek a távozásukat követelték. Mind a szövetségi, mind az oregoni rendőrök ellen számos per indult.
2021. május 25-én, George Floyd halálának egy éves évfordulóján a rongálások miatt több személyt letartóztattak.

## Földrajz és éghajlat

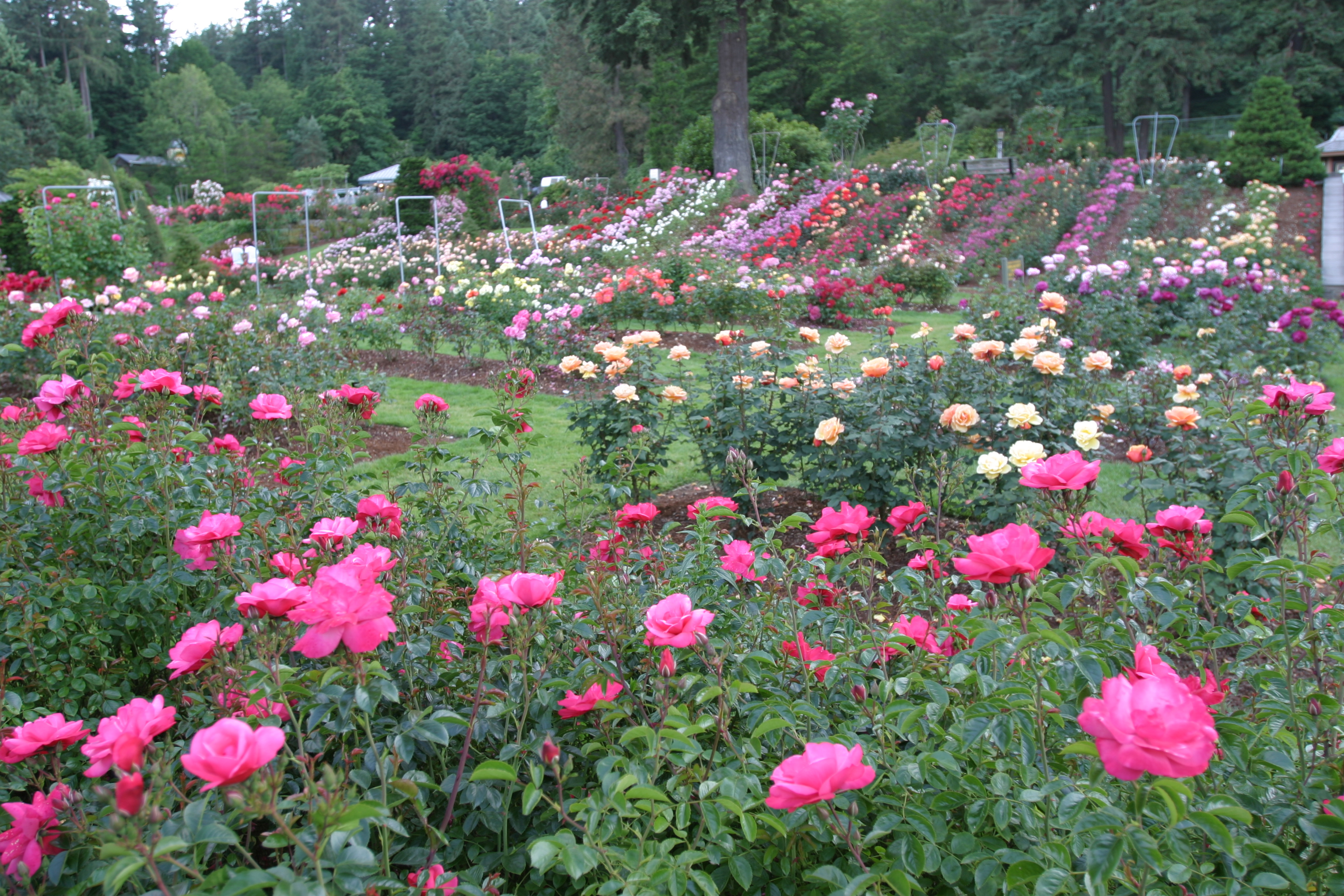
Rózsakert

### Geológia
A város egy alvó vulkánon, a közeli Boringról elnevezett lávamezőn fekszik, melynek legalább 32 krátere (például a Tabor-hegy) van, középpontja pedig a város délkeleti részén található. Tiszta időben a washingtoni Mount Saint Helens is látszik; ugyan nyolcvan kilométerre fekszik, de az 1980. május 18-ai kitörése során a hamu Portlandet is elérte. A környékbeli sziklák némelyike az eocén korból származik.
A város keleti és nyugati részén is több, 2017-ben veszélyesnek minősített aktív törésvonal található: némelyikük 7-es erősségű földrengést is okozhat. 1993. május 25-én 5,6, míg 2001-ben 6,8-as erősségű földrengés volt.
Egy 2014-es felmérés szerint egy esetleges földrengés esetén a város és Clackamas megye több mint hétezer pontját veszélyezteti a földcsuszamlás vagy a talajfolyósodás.

### Topográfia
Portland Oregon állam legsűrűbben lakott részén, a Willamette-völgyben, a Csendes-óceántól 97 kilométerre keletre fekszik. A város két felét a washingtoni államhatáron a Columbia folyóba torkolló Willamette folyó választja el.
Ugyan a város többnyire sík, a nyugati oldalon a Tualatin-hegységig tart. A 327 méteren fekvő Council Crest Parkot gyakran Portland legmagasabb pontjaként említik, de az valójában a Skyline Boulevardnak a Willamette-sziklától északra fekvő része. A Tabor-hegy kihűlt krátere 194 méter magasan van. A Powell- és Sziklás-tanúhegyek 187 méteren fekszenek. A Tualatin-hegységtől nyugatra az oregoni partvidék, keletre pedig a Cascade-hegység található. Tisztább napokon az Adams-hegy is látszik.
A város szinte egésze Multnomah megyében fekszik, de kisebb részben Clackamas és Washington megyékbe is átnyúlik.

### Éghajlat
A város éghajlata mediterrán (a Köppen-skála szerint Csb). A telek esősek és hűvösek, a nyarak pedig melegek és szárazak. Mivel erre halad át a viharos nyugati szél, a tavaszok, őszök és telek borúsak és csapadékosak, a nyarak pedig az északnyugati anticiklon átvonulásakor szárazak. A város többsége a 8b, míg a belváros a 9a klímazónában fekszik.
A telek hűvösek, felhősek és esősek. A leghidegebb hónap december, ilyenkor az átlaghőmérséklet 8,3 °C, de az éjszakai hőmérséklet is fagypont fölött marad. Átlagosan 32 este előfordulhatnak fagyok, de a -8 °C alatti hőmérséklet ritka. Évente 2,1 napon a napi maximum hőmérséklet 0 °C alatt marad. Az éjszakai hidegrekord (-19 °C) 1950. február 2-án, míg a nappali (-10 °C) 1968. december 30-án dőlt meg. Fagyok november 15-e és március 19-e között fordulhatnak elő.
December és március között átlagosan 10,9 centiméter hó hull; a belvárosban az alacsonyabb magasság miatt ritkábban. A külvárosokban hóviharok is előfordulhatnak. A repülőtéren 1949–1950-ben 113 centiméter, míg a belvárosban 1892–1893-ban 155 centiméter hó esett.
A nyarak melegek, szárazak és naposak, de meleg napos idő csak ritkán június közepe és szeptember között fordul elő. Június és szeptember között összesen 106 mm eső, az évi csapadékmennyiség mindössze 11%-a esik. A legmelegebb hónap augusztus, ilyenkor az átlaghőmérséklet 27 °C; a térség védett fekvésű, így az óceán ritkán tud hőingadozást okozni. A hőmérséklet évente átlagosan 61 napon éri el a 27, 15 napon a 32, és 1,3 napon a 38 Celsius-fokot; 2018-ban 90 napon volt legalább 32 °C.
A 2021-es nyugat-észak-amerikai hőhullám során június 28-án 47 °C-ot mértek, a napi legalacsonyabb hőmérséklet pedig 24 °C volt; a legmagasabb napi hőmérséklet június 26-án 42 °C, 27-én pedig 44 °C volt (1965 júliusában, illetve 1981 augusztusában kétszer is 42 °C-ot mértek). Május és szeptember között minden hónapban legalább egy napon 38 °C volt, az év leghidegebb éjszakája pedig 20 °C-os volt.
Tavasszal és ősszel a hőmérséklet 4 és 27 °C között változik, ősz és tavasz között pedig gyakori a borongós időjárás. Az eső gyakran napokig tartó záporok formájában hull; évente 157 napon esik mérhető (0,25 mm feletti) mennyiség. A hőmérséklet április 30-a és október 5-e között elérheti a 32 °C-ot, míg április 1-je és október 21-e között a 27 °C-ot. A zivataok és tornádók ugyan ritkán, de előfordulhatnak.
| Hónap                                                             | Jan.  | Feb.  | Már. | Ápr. | Máj. | Jún. | Júl. | Aug. | Szep. | Okt. | Nov.  | Dec.  | Év    |
| ----------------------------------------------------------------- | ----- | ----- | ---- | ---- | ---- | ---- | ---- | ---- | ----- | ---- | ----- | ----- | ----- |
| Rekord max. hőmérséklet (°C)                                      | 19,0  | 22,0  | 27,0 | 32,0 | 38,0 | 47,0 | 42,0 | 42,0 | 41,0  | 33,0 | 23,0  | 19,0  | 47,0  |
| Átlagos max. hőmérséklet (°C)                                     | 14,5  | 15,6  | 20,9 | 25,8 | 30,5 | 33,2 | 35,9 | 35,9 | 32,9  | 25,3 | 17,7  | 14,6  | 25,3  |
| Átlaghőmérséklet (°C)                                             | 5,5   | 6,7   | 9,1  | 11,6 | 15,2 | 17,9 | 21,2 | 21,4 | 18,6  | 13,1 | 8,4   | 5,3   | 12,9  |
| Átlagos min. hőmérséklet (°C)                                     | −3,8  | −3,4  | −0,9 | 1,6  | 4,7  | 8,5  | 11,3 | 11,0 | 7,6   | 2,2  | −1,6  | −3,9  | 2,8   |
| Rekord min. hőmérséklet (°C)                                      | −19,0 | −19,0 | −7,0 | −2,0 | −2,0 | 4,0  | 6,0  | 7,0  | 1,0   | −3,0 | −11,0 | −16,0 | −19,0 |
| Átl. csapadékmennyiség (mm)                                       | 123   | 93    | 101  | 73   | 64   | 41   | 13   | 14   | 39    | 87   | 138   | 147   | 933   |
| Átl. páratartalom (%)                                             | 81    | 78    | 75   | 72   | 69   | 66   | 63   | 65   | 69    | 78   | 82    | 83    | 73    |
| Havi napsütéses órák száma                                        | 86    | 116   | 191  | 221  | 276  | 290  | 332  | 298  | 236   | 152  | 79    | 64    | 2341  |
| Forrás: Nemzeti Óceán- és Légkörkutatási Hivatal és The Oregonian |       |       |      |      |      |      |      |      |       |      |       |       |       |

## Részei

### Városkép
Portlandet a Willamette folyót átszelő hidak miatt Bridgetownnak is becézik. A belváros három legforgalmasabb átkelője a Hawthorne híd, az Acélhíd és a Broadway híd. A kétszintes Fremont hidat 1973-ban, a Tilikum Crossingot 2015-ben adták át.
A belvárosban találhatók még a Burnside, Ross-szigeti és a Marquam hidak. A Sellwood és Szent János átkelők a belvároson kívül találhatók. A Glenn L. Jackson emlékhíd és az Interstate híd a Columbia folyón keresztül Washington államba vezetnek.

### Városrészek

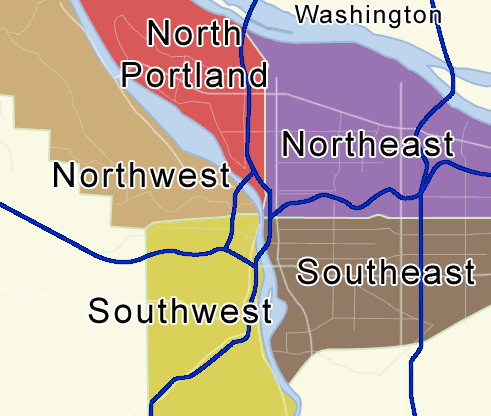
A korábbi, hatkörzetes felosztás

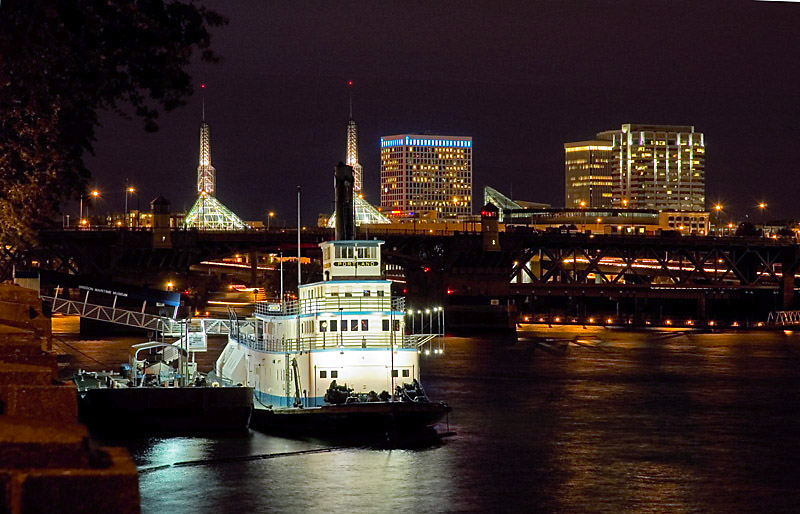
A Lloyd negyed éjszaka

A keleti és nyugati oldalt a Willamette folyó választja el. A sűrűbben lakott nyugati rész a Tualatin-hegységig tart, a keleti pedig 180 utcasarkot követően összeér Gresham külvárosával. 1891-ben Portlandet, Albinát és East Portlandet összevonták, ami miatt ugyanazon címek többször is előfordultak. 1931. szeptember 2-án az összevont városban öt körzetet jelöltek ki, amiket rácsszerűen felosztottak, utcasarkonként pedig húsz helyett száz házszámot jelöltek ki.
A korábbi hat körzet (amiket kvadránsoknak neveztek, hiába hat volt belőlük) mindegyikének sajátos jellemzői alakultak ki, ami „rivalizáláshoz” vezetett (főként a keleti és nyugati part között). Korábban a várost északi, északnyugati, északkeleti, déli, délkeleti és délnyugati (utóbbiba tartozik a belváros) osztották. Északot és délt a Burnside Street választja el; az északi rész a Willamette és Columbia folyók által körülölelt félszigeten helyezkedik el, keletre pedig a Williams sugárút határolja. A címek esetén az utcanevet a hat égtáj előtagja egészíti ki, kivéve a Burnside Streeten, ahol a nyugat (W) és kelet (E) felosztást használják. 2020. május 1-jén a délnyugati, nullát tartalmazó címeknél a házszámból az első nullát elhagyták, az utca előtagját pedig délnyugatról délre változtatták (például a 0246 SW California St. új címke 246 S California St. lett).
A 2018. június 6-án elfogadott déli régiótól nyugatra a Naito Parkway és a Tyron-pataki természetvédelmi terület, északra a Clay Street, keletre a Willamette folyó, délre pedig a városhatár található. Idetartozik a Lewis és Clark Főiskola, valamint Riverdale is. A közlekedési hivatal a dél-portlandi címek kijelölése mellett a segélyhívók diszpécserei és a futárok munkájának megkönnyítése miatt döntött. Az átrendezés óta a körzetekre szextánsként hivatkoznak.
A Kagylónegyed egykor raktárakból és vasúti járműjavítókból állt, de a város egyik leggazdagabb részévé vált. Főként éttermek és galériák vannak itt. Innen nyugatra a Felsőváros és a 23. sugárúti bevásárlóutca fekszik.
Északkeleten a Lloyd és Alberta Arts negyedek, valamint Hollywood városrész található. Észak-Portlandben főként lakóházak és iparlétesítmények vannak; itt található a város legészakibb pontja, a Kelley Point Park, valamint St. Johns, a város etnikailag legsokszínűbb kerülete.
A Kagylónegyed és Északnyugat-Portland szomszédságában található Old Town Chinatownban élt 1890-ben az USA második legnépesebb kínai populációja. 2017-ben a bűnözési arány a város többi részének sokszorosa volt, egyesek Portland „halálsorának” is nevezték. Délnyugat-Portlandben főként lakóépületek találhatóak. A nyugati szekcióban elhelyezkedő belvárosban felhőkarcolók, illetve múzeumok vannak. South Waterfront egykori rozdaövezetét a 2000-es években pedig lakóövezetté fejlesztették; a térséget a MAX vasútvillamos narancssárga vonala, illetve villamos- és autóbuszvonalak is érintik.
Délkelet-Portland főleg lakóövezetekből (például Hawthorne) áll, de itt található a Reed Főiskola is.

## Népesség

### Etnikai megoszlás
| Etnikum        | 2022  | 2020  | 2010  | 1990  | 1970  | 1940  |
| -------------- | ----- | ----- | ----- | ----- | ----- | ----- |
| Fehér          | 68,8% | 68,8% | 76,1% | 84,6% | 92,2% | 98,1% |
| Latino         | 10,3% | 10,3% | 9,4%  | 3,2%  | 1,7%  | –     |
| Ázsiai         | 8,5%  | 8,2%  | 7,1%  | 5,3%  | 1,3%  | 1,2%  |
| Több           | 8%    | 8%    | 4,7%  | –     | –     | –     |
| Afroamerikai   | 5,6%  | 5,8%  | 6,3%  | 7,7%  | 5,6%  | 0,6%  |
| Őslakos        | 0,9%  | 0,9%  | 1%    | –     | –     | –     |
| Csendes-óceáni | 0,5%  | 0,5%  | 0,5%  | –     | –     | –     |

A 2020-as népszámláláskor a lakosság 73,8%-a (449 025 fő) fehér, 8,2%-a (52 854 fő) ázsiai, 5,8%-a (38 217 fő) afroamerikai, 0,9%-a (7335 fő) őslakos, 0,5%-a (3919 fő) csendes-óceáni, 5%-a (69 898 fő) pedig kettő vagy több etnikumú volt. 10,3% (72 336 fő) spanyol ajkú, 68,8% pedig nem hispániai származású fehér volt.
2010-ben a népesség 76,1%-a (444 254 fő) fehér, 7,1%-a (41 448 fő) ázsiai, 6,3%-a (36 778 fő) afroamerikai, 1%-a (5838 fő) őslakos, 0,5%-a (2919 fő) csendes-óceáni, 4,7%-a (24 437 fő) pedig kettő vagy több etnikumú volt. 5% (28 987 fő) egyéb etnikumú, 9,4% (54 840 fő) latino, 72,2% pedig nem hispániai fehér volt.
1940-ben kétezer afroamerikai (többségében vasúti munkások és családjuk) élt itt. A második világháború hajóépítési hullámában a munkalehetőség sok feketét csábított a városba, akik főleg Albinában és Vanportban telepedtek le. Az 1948 májusi áradás elmosta az egyetlen integrált városrészt (Vanportot), az afroamerikaiak a továbbiakban északkeletre költöztek. Az 1960-as években a Nemzetközi Dokk- és Raktári Munkások Uniója a portlandiek képviseletét a feketék jelenléte miatt visszautasította.
Oregon afroamerikai népességének kétharmada Portlandben él. 2000-ben a Cleveland, Lincoln és Wilson középiskolák diákjainak több mint 70%-a fehér, míg a Jeffersoné 87%-a nem fehér bőrű volt. A Roosevelt középiskola diákjainak 31%-a spanyol ajkú. A lakosság 7,8%-a ázsiai-amerikainak, további 1,8%-a pedig ázsiai leszármazottnak vallja magát. A legnagyobb ázsiai etnikum (2,2%) a vietnámiak, őket követik a kínaiak (1,7%), a filippínók (0,6%), japánok (0,5%), koreaiak (0,4%), laosziak (0,4%), hmongok (0,2%) és a kambodzsaiak (0,1%). A laoszi polgárháborúból elmenekültek kis csoportja is itt él. A városnak két kínai negyede is van. Portlandben 12 ezer vietnámi él, arányaiban ez az ország legnagyobb vietnámi populációja. A statisztikák szerint több mint 4500 (0,7%-nyi) csendes-óceáni és tongaiak egy csoportja is él itt; ez a kettő a város leggyorsabban növekvő etnikai csoportja.
A népesség döntően fehér. 1940-ben a népesség 98%-át alkották, de 2009-ben is itt élt az ötödik legtöbb fehér. A negyven legnépesebb város között végzett 2007-es felmérés szerint a portlandi városmagban él a legtöbb fehér, illetve egyes tanulmányok a régiót „az Egyesült Államok egyik utolsó fehér bástyájaként” jellemezték. A lakosság mellett az ideköltözők többsége is fehér.
1849-ben Oregon Territórium megtiltotta feketék beköltözését. A 19. században kínai munkásokat beengedtek, de családjuk nem jöhetett velük és ingatlant sem vehettek. Az 1920-as években gyorsan növekedett a Ku-Klux-Klan népszerűsége, nyomásukra Walter M. Pierce-t kormányzóvá választották.
A legtöbb bevándorló a második világháborúban érkezett, a hadianyaggyárak emberigénye miatt a feketék száma megtízszereződött. A vanporti áradást követően Albina városrészbe kényszerítették őket. Mivel rendőri brutalitással, munkanélküliséggel és a bankszektor diszkriminációjával szembesültek, felük a háború után távozott. Az 1980-as és 1990-es években virágzottak a skinheadcsoportok. 1968-ban három skinhead megölte Mulugeta Serawot; az esetet követő kampányoknak köszönhetően a város sokkal befogadóbbá vált.
Portlandben jelentős számú cigány él, valamint magas az olaszok és az orosz zsidók száma is. A spanyol ajkúak többsége mexikói származású.

### Háztartások
A 2010-es népszámláláskor a városnak 235 508 háztartása volt. 2000 és 2010 között a népesség 10 százalékkal nőtt; az agglomeráció népességnövekedésének aránya az ötven éves előrejelzés szerint továbbra is meghaladja a nemzeti átlagot. A háztartások 24,5%-ában élt 18 évnél fiatalabb; 38,1% házas, 10,8% egyedülálló nő, 41,7% pedig nem alkotott családot. 34,6% egyedül élt, 9%-uk 65 évnél idősebb volt. A háztartások átlagos mérete 2,3 fő, a családoké 3 fő volt. 21,1% 18 év alatti, 10,3% 18 és 24 év közötti, 34,7% 25 és 44 év közötti, 22,4% 45 és 64 év közötti, 11,6% pedig 65 évnél idősebb volt. A medián életkor 35 év volt. 100 nőre 97,8 férfi, minden 18 évnél idősebb 100 nőre pedig 95,9 férfi jutott.
A medián bevétel háztartásoknál 40 146, családoknál 50 271 dollár volt. A férfiak átlagos bevétele 35 279, a nőké pedig 29 344 dollár volt. A lakosonkénti átlagbevétel 22 643 dollár. A teljes népesség 13,1%-a, a családok 8,5%-a, illetve a 18 év alattiak 15,7%-a és a 65 évnél idősebbek 10,4%-a élt a létminimum alatt. Az 5 évnél idősebbek 80,9%-ának az angol, 8,1%-ának a spanyol, 1,9%-ának a vietnámi, 1,5%-ának pedig az orosz volt az anyanyelve.

### Társadalmi csoportok
A térségben jelentős az LMBT-személyek aránya. 2015-ben 5,4% vallotta magát homoszexuálisnak, leszbikusnak, biszexuálisnak vagy transzneműnek, ez San Francisco után a második legmagasabb; 2006-ban ez a szám a városban 8,8% (az országban a hetedik legmagasabb), az agglomerációban pedig 6,1% (az országban a negyedik legmagasabb) volt. Az első pride felvonulást 1975-ben tartották a Portlandi Állami Egyetemen.

### Vallás

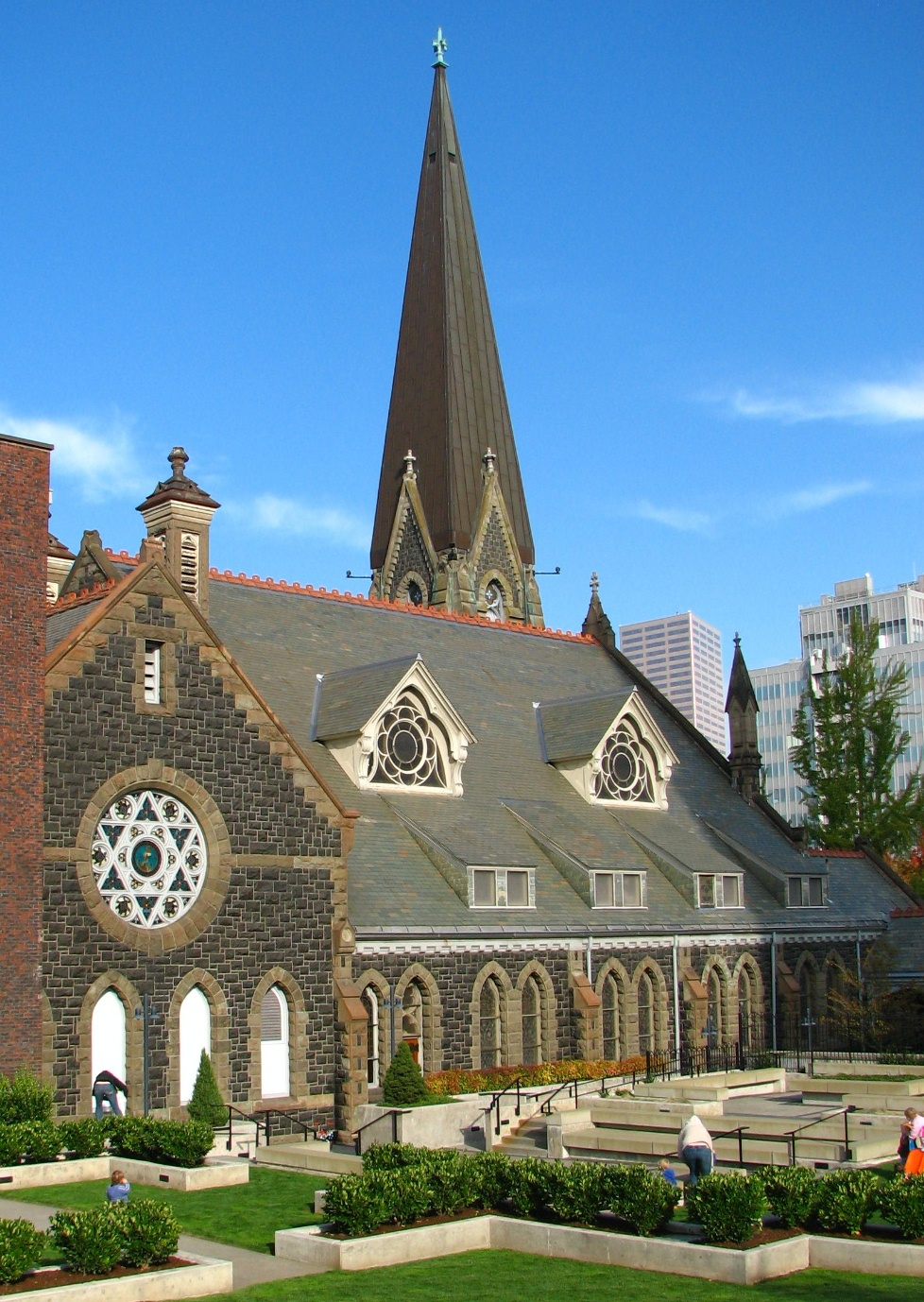
Presbiteriánus templom

Portland az USA legkevésbé vallásos városa: a lakosság 42%-a felekezet nélkülinek vallja magát.
| Vallás megoszlás 2020-ban | Vallás megoszlás 2020-ban | Vallás megoszlás 2020-ban | Vallás megoszlás 2020-ban | Vallás megoszlás 2020-ban |
| ------------------------- | ------------------------- | ------------------------- | ------------------------- | ------------------------- |
| Etnikum                   |                           |                           |                           | Arány                     |
| Felekezet nélküli         | Felekezet nélküli         |                           | 64%                       | 64%                       |
| Katolikus                 | Katolikus                 |                           | 15,3%                     | 15,3%                     |
| Protestáns                | Protestáns                |                           | 14,8%                     | 14,8%                     |
| Mormon                    | Mormon                    |                           | 2,3%                      | 2,3%                      |
| Buddhista                 | Buddhista                 |                           | 1,2%                      | 1,2%                      |
| Zsidó                     | Zsidó                     |                           | 0,9%                      | 0,9%                      |
| Ortodox                   | Ortodox                   |                           | 0,5%                      | 0,5%                      |
| Muszlim                   | Muszlim                   |                           | 0,3%                      | 0,3%                      |
| Hindu                     | Hindu                     |                           | 0,3%                      | 0,3%                      |
| Egyéb                     | Egyéb                     |                           | 0,4%                      | 0,4%                      |
|                           |                           |                           |                           |                           |

### Hajléktalanság

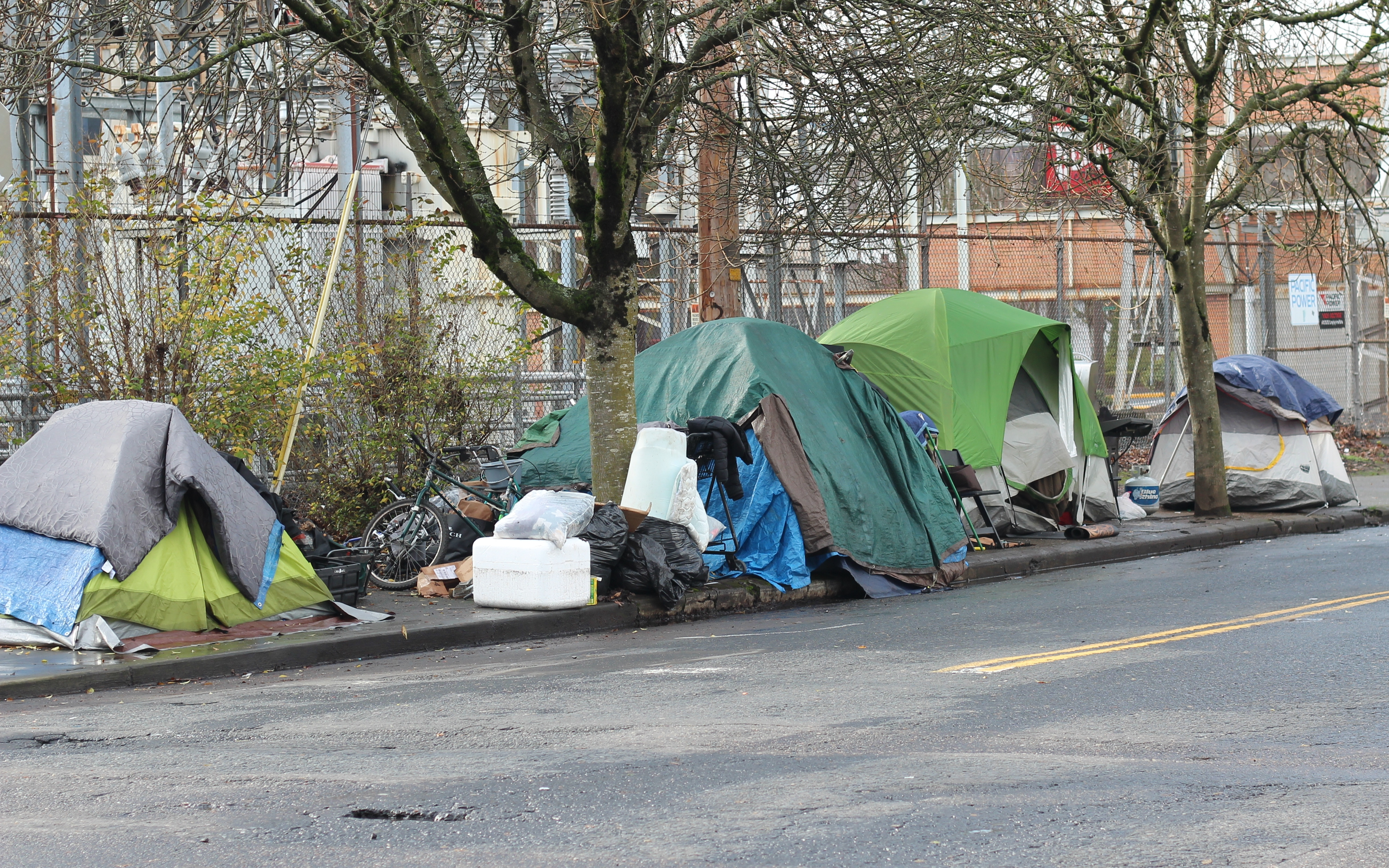
Hajléktalanok sátrai a Lloyd negyedben

Egy 2019-es felmérés szerint a hajléktalanság a város egyik legsúlyosabb problémája, ami miatt egyesek elköltöznek. 2013 és 2018 között jelentősen növekedett a „nemkívánatos személyek” miatti segélyhívások száma, és a rendőrségnek egyre többször kell otthontalan és mentálisan beteg személyekkel foglalkoznia. A hajléktalanok jelenléte kihat a látogatók biztonságérzetére és az üzletek látogatottságára is. Ugyan a szállókon növekedett az ágyak száma, továbbra is sokan élnek az utcán.
A 2022–23-as költségvetés 5,88 millió dollárt különített el megfizethető lakhatásra és „biztonságos pihenőhelyekre”. 2022-ben a sátortáborokat betiltották, és a hajléktalanokat kötelezték a szállókon alvásra.

### Bűnözés
Az FBI 2009-es jelentése szerint a 250 ezer főnél nagyobb városok között Portlandben az 53. legtöbb (75-ből) az erőszakos cselekmények száma. 2013-ban százezer főre 2,2 gyilkosság jutott (ez az országos átlagnál alacsonyabb). 2011-ben a letartóztatott férfiak 72%-ának pozitív lett a drogtesztje, és a droggal kapcsolatos halálesetek miatt a várost a térség „leghalálosabb drogpiacának” nevezték. Az ABC 2010-es műsora szerint Portland a szexuális célú gyermekkereskedelem egyik központja. 2023-ban az autólopások száma az ötödik legmagasabb volt a térségben. A Los Angeles Times szerint a gyilkosságok száma megháromszorozódott és a kisebb bűncselekmények száma is megnőtt.
A statisztikai körzetben (Clackamas, Columbia, Multnomah, Washington, Yamhill és Skamania megyék) 2017-ben százezer főre 2,6 gyilkosság és 283,2 erőszakos cselekmény jutott. 2022-ben minden addiginál több, 101 emberölés történt.

## Gazdaság

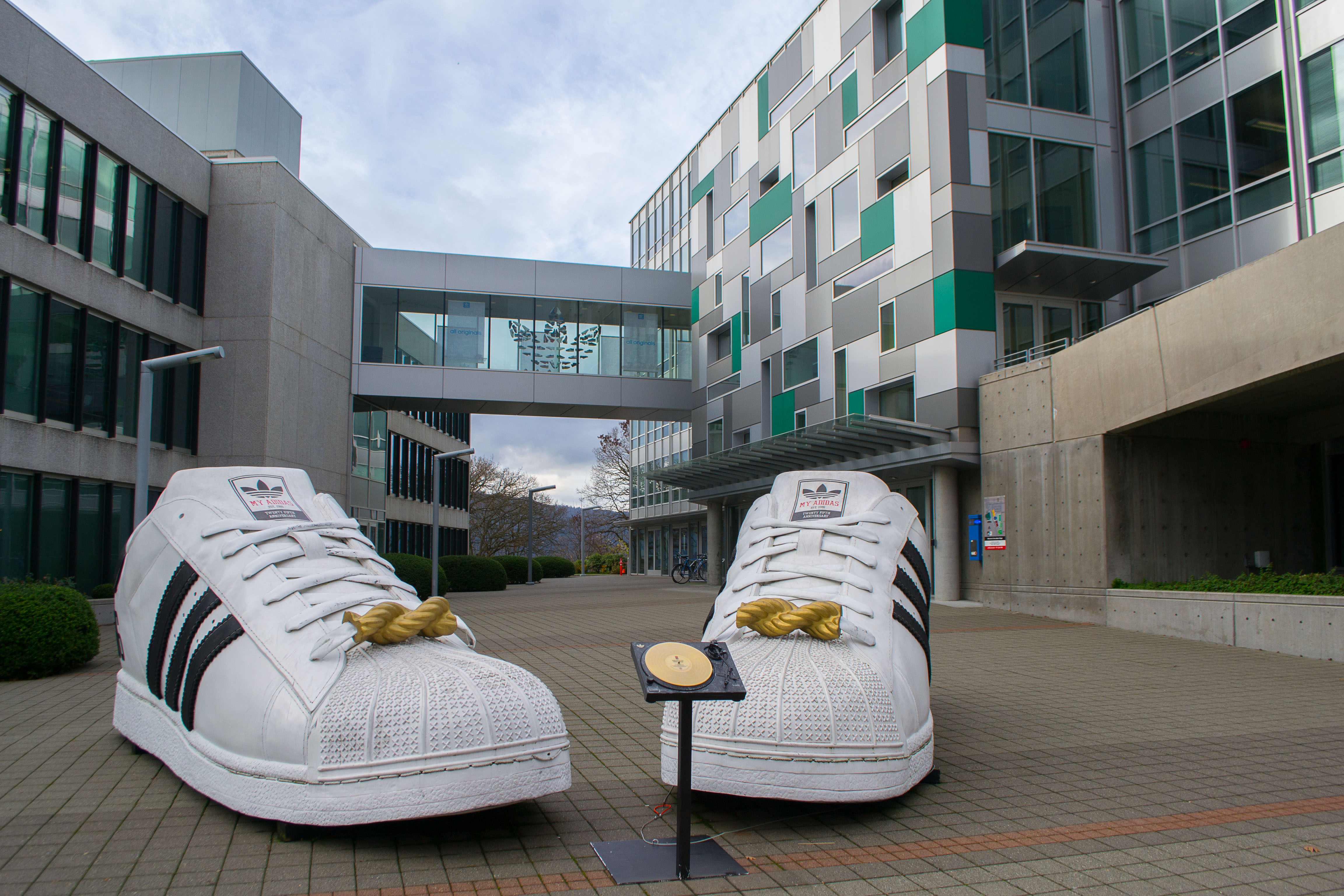
Az Adidas székháza Overlook városrészben

Az alacsony energiaköltségek, a meglévő erőforrások, valamint a repülőterek, vasútállomások, kikötők és autópályák közelsége mind gazdasági ösztönzők. Tengeren évente több mint 13 millió tonna árut forgalmaznak; a portlandi kikötő az USA egyik legnagyobb szárazdokkja, valamint a nyugati part legnagyobb édesvízi és harmadik legnagyobb exportforgalmú kikötője.
Az acélipar már a második világháború előtt jelen volt; a Schnitzer Steel Industries 2003-ban Ázsiába 1,15 milliárd tonna acélt exportáltak. Nagy acélipari cégek még az ESCO Group és az Evraz Oregon Steel Mills.
Az agglomerációs körzetben több mint 1200 technológiai vállalat működik; a térséget a sok techcég és erdőség miatt Szilícium-erdőnek is becézik. Számos szoftvercég és startup is működik itt, melyek egy részét alapkezelők és inkubátorok finanszírozzák. A térség legnagyobb foglalkoztatója a Hillsboróban több telephellyel is rendelkező, több mint tizenötezer embernek munkát adó Intel.
A térségben van több sportruházati cég (cipőket Portlandben nem gyártanak) székhelye: itt található a Nike (a térség egyetlen Fortune 500-as cége), az Adidas, a Columbia Sportswear, a Lacrosse Footwear, a Dr. Martens, a Li-Ning, a Keen és a Hi-Tec Sports is. Tervezőirodákkal jelen vannak a Merrell, az Amer Sports és az Under Armour is.
A város nagyobb cégei még a Precision Castparts Corp. fémgyártó, a Laika, LLC animációs stúdió, a Daimler járműgyártó, a Wieden+Kennedy reklámügynökség, az Umpqua Holdings Corporation bankholding, a KinderCare Learning Centers óvodafenntartó, a Fred Meyer, New Seasons Market és Storables élelmiszercégek, illetve a Powell’s Books könyvforgalmazó. Portlandben 139 kézműves sörfőzde és több mint húsz kávépörkölő üzem működik.

### Lakhatás
2016-ban a lakhatási költségek az ország többi városához képest gyorsabban nőttek. 2019-ben egy egyszobás lakás havi bérleti díja átlagosan 1199 dollár volt.
2017-ben befektetők több mint 6500 lakás építését ígérték, de ez nem valósult meg. A házak díja egy év alatt 2,5%-kal emelkedett: 2018 novemberében a medián díj 391 400 dollár, 2019 novemberében viszont már 415 ezer dollár volt. Az államon kívülről beköltözők nagy száma és a lakások alacsony száma miatt a 20-as és 30-as éveikben lévők egyre nagyobb száma él még együtt a szüleivel. A 2018-as lakásaudit szerint az Airbnb-n meghirdetett 4600 ingatlan több mint 80%-át illegálisan adták ki.

## Közigazgatás

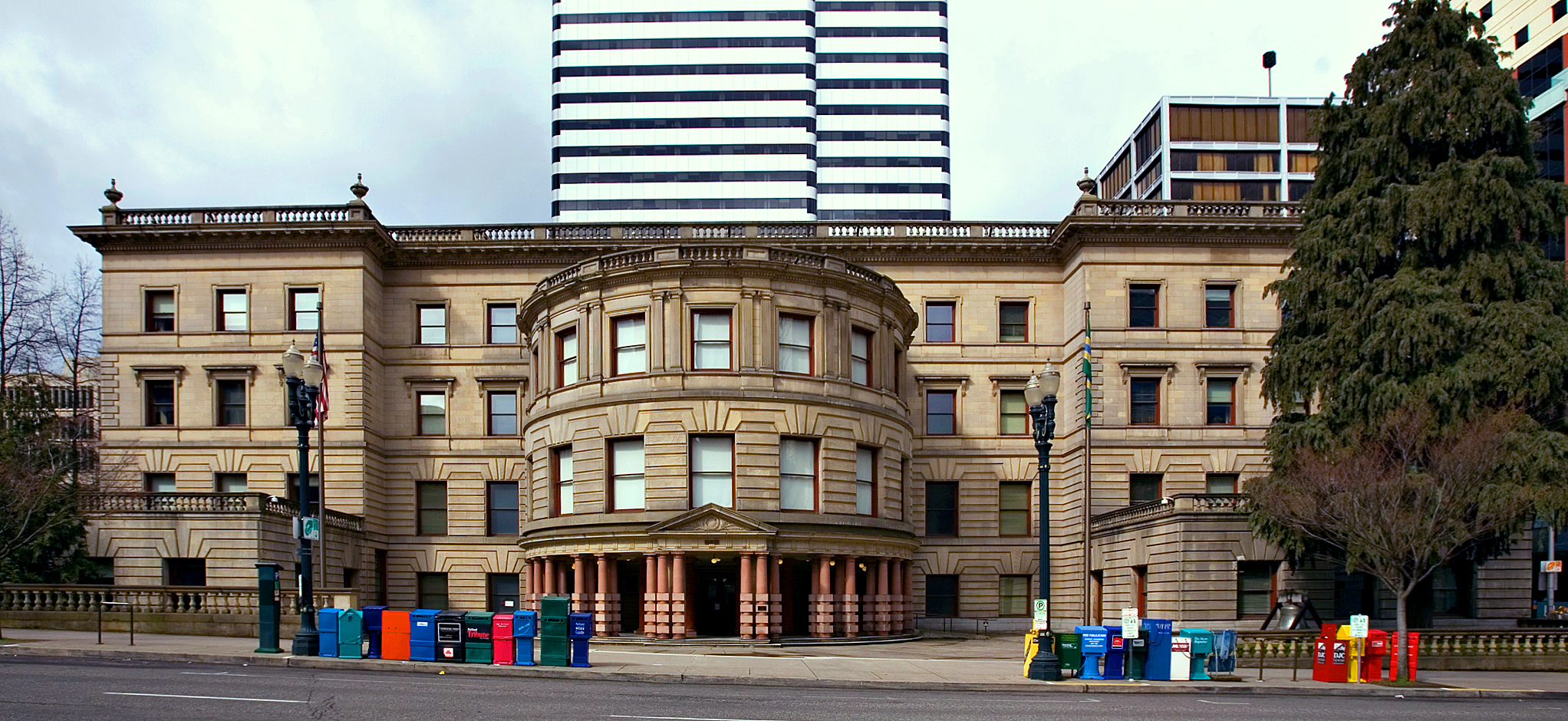
Városháza

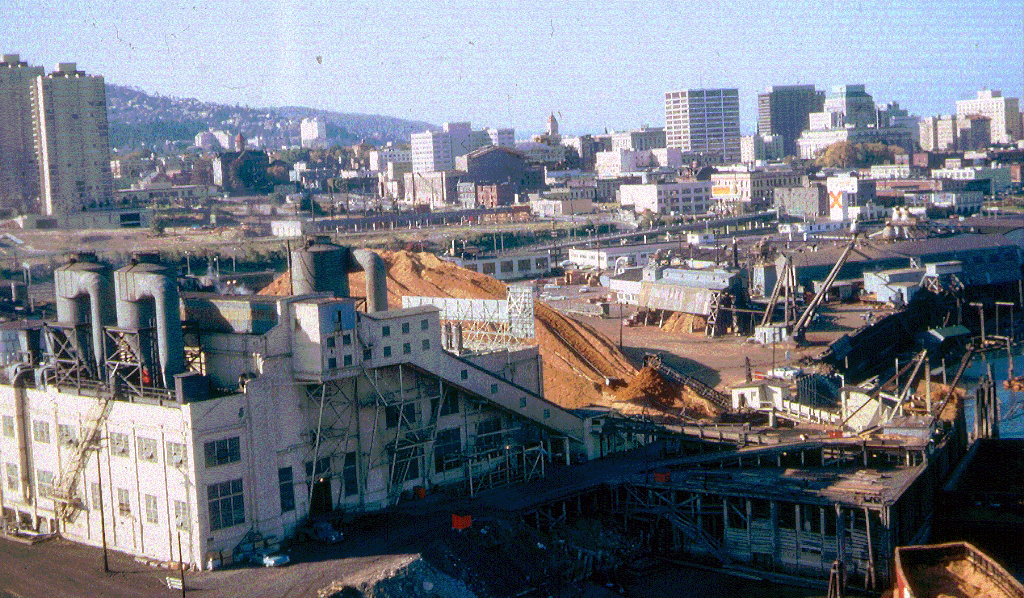
Fűrészporos erőmű 1966-ban

### Városvezetés
A portlandi képviselő-testület a polgármester mellett az országban egyedülállóan négy megbízottból és egy auditorból áll. A hivatalokért a megbízottak felelnek, akiket a polgármester nevez ki. Az auditor feladata a pénzügyi felügyelet, továbbá jelentések elkészítése. A városvezetés és a lakosság közötti kapcsolatot a polgári bizottság biztosítja. A 95 kerület mindegyikét önkéntesekből álló szervezet vezeti, melyeket a város hét koalíción keresztül finanszíroz.
Az agglomeráció közlekedéséért és hulladékgazdálkodásáért a Metro felel, emellett bizonyos feladatokat a megyei önkormányzatok látnak el. A város tűzoltósága a Portland Fire & Rescue, rendőri szerve a Portlandi Rendőri Iroda.
2022. november 8-án népszavazással a megbízotti rendszer felszámolásáról döntöttek, helyettük 12 képviselőt választanak.

### Pártpreferencia
A portlandiek 5:1 arányban a demokratákat (52,1%) támogatják a republikánusokkal (10,5%) szemben. Minden pozíció párt nélküli, de a vezetők szinte mindegyike demokrata: az utolsó republikánus polgármesterek az 1952-ben megválasztott Fred L. Peterson, valamint a tisztséget 1979–1980-ban ideiglenesen betöltő Connie McCready voltak. A város az első, harmadik és ötödik kongresszusi körzetekbe esik.
Barack Obama 2008-ban közel ötször, 2012-ben pedig több mint háromszor annyi szavazatot kapott, mint republikánus kihívója (John McCain és Mitt Romney).
2009-ben Sam Adams lett a város első nyíltan meleg polgármestere. 2004-ben Benton és Multnomah megyékben is az azonos neműek házasságát betiltó alkotmánymódosítás ellen szavaztak (a javaslatot 56,6%-kal elfogadták). 2005. április 28-án Portland az országban egyedüliként kilépett a terrorizmus elleni munkacsoportból, de 2015. február 19-én hozzájárultak két munkatársuk felvételéhez.
| Párt            | Szavazók száma | Arány  |
| --------------- | -------------- | ------ |
| Demokraták      | 253 789        | 55,55% |
| Republikánusok  | 36 763         | 8,05%  |
| Párt nélküliek  | 138 751        | 30,37  |
| Libertariánusok | 2752           | 0,6%   |
| Zöldek          | 2298           | 0,5%   |
| Konzervatívok   | 298            | 0,07%  |
| Egyéb           | 22 245         | 4,48%  |
| Összesen:       | 456 896        | –      |

### Tervezés és fejlesztés
A Washington Parkot és a több zöldterületet összekötő 40-Mile Loopot az 1900-as évek elején alakították ki. Portlandben szigorúak a területhasználati szabályok, ami Tom McCall kormányzó 1973-as rendeletének is köszönhető (erre ellenpélda Houston).
Az állam 1973-as rendelete meghatározza a fejlesztések mértékét, valamint a közművek és telekommunikáció elérhetőségét. Portland 1979-ben felállított fejlesztési határa a várost elválasztja a mezőgazdasági területektől; akkoriban ez szokatlan volt, mivel sok városban a központi területeket autópálya-fejlesztésekre használták. 1995-ben az állam előírta, hogy a növekedési határokat a húsz évre előrejelzett igényekhez képest kell meghúzni, ezt 2007-ben ötven évre emelték. Portlandben jelentősen növekedett a lakossági és üzleti célú beépítettség.
A Prosper Portland a belváros fejlesztéséért felelős, 1958-ban népszavazással létrehozott ügynökség, amely a városvezetés mellett a befektetőkkel is együttműködik. Az 1960-as években a belváros olasz-zsidó negyedét lebontották. Neil Goldschmidt 1972-es megválasztásával az addig 17 órakor kiürülő belvárosban jelentős fejlesztések indultak.
A városfejlesztésben nagy szerepet tölt be a környezettudatosság; Portland az ország egyik első városa, ahol az autózás mellett más módokra (például kerékpározás vagy tömegközlekedés) is nagy hangsúlyt fektetnek. A parkok és túraútvonalak tervezését a Portlandi Állami Egyetem Városi Zöldfelületek Intézete végzi. A 2009 októberében elfogadott klímaterv szerint 2050-re az üvegházhatású gázok kibocsátását az 1990-es szint 80%-ára csökkentik.
2012-ben Portland volt az ország legnagyobb városa, ahol az ivóvíz nem tartalmazott fluort; a lakosság 1956-ban, 1962-ben, 1980-ban (az 1978-as támogató eredményt megfordítva) és 2013-ban is a fluorozás ellen szavazott. 2012-ben a városvezetés egészségügyi okokból a fluorozás 2014-es megkezdéséről döntött, de az ellenzők miatt kiírt 2013. május 21-ei népszavazáson ezt elutasították.

## Kultúra

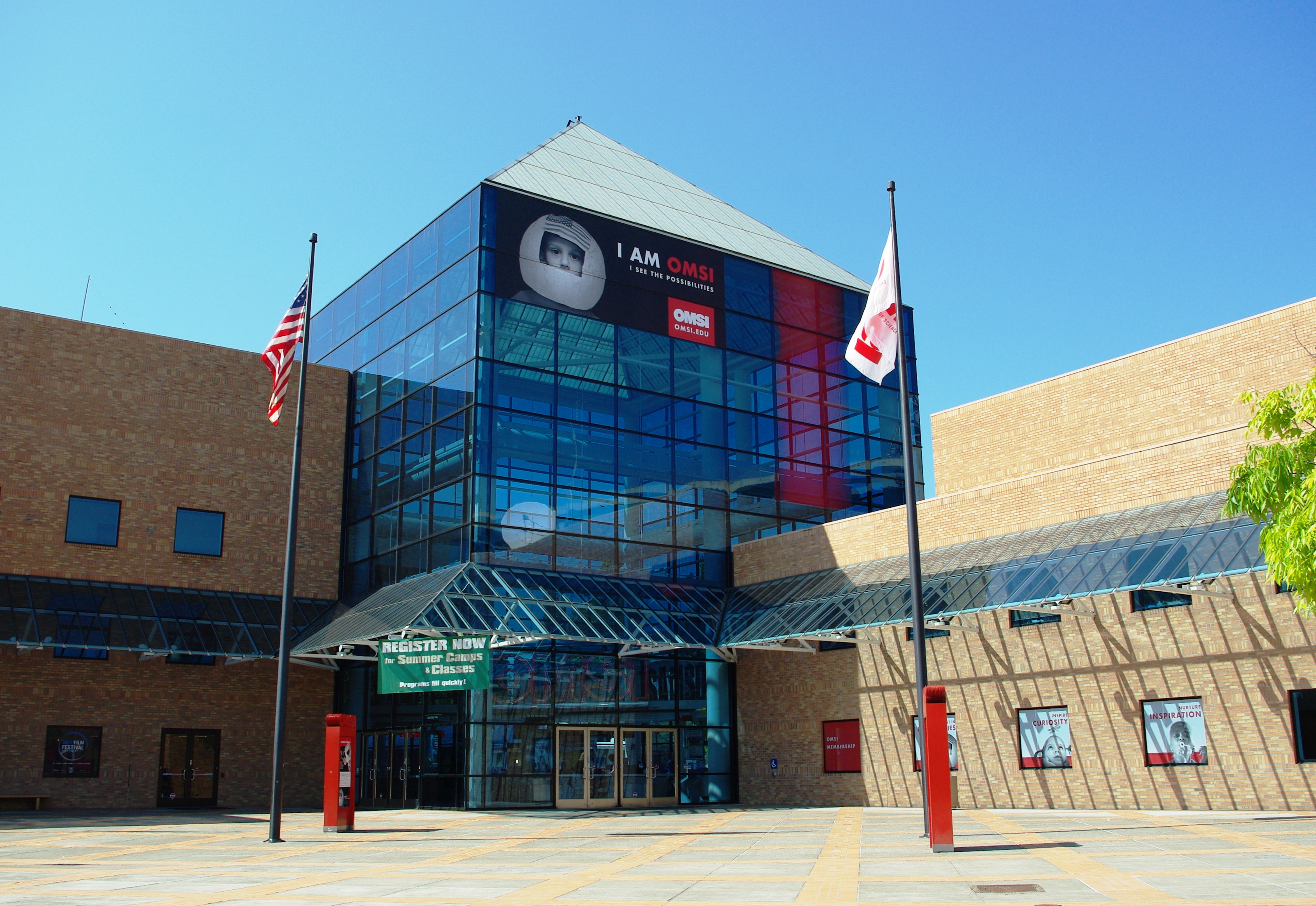
Oregoni Ipartudományi Múzeum

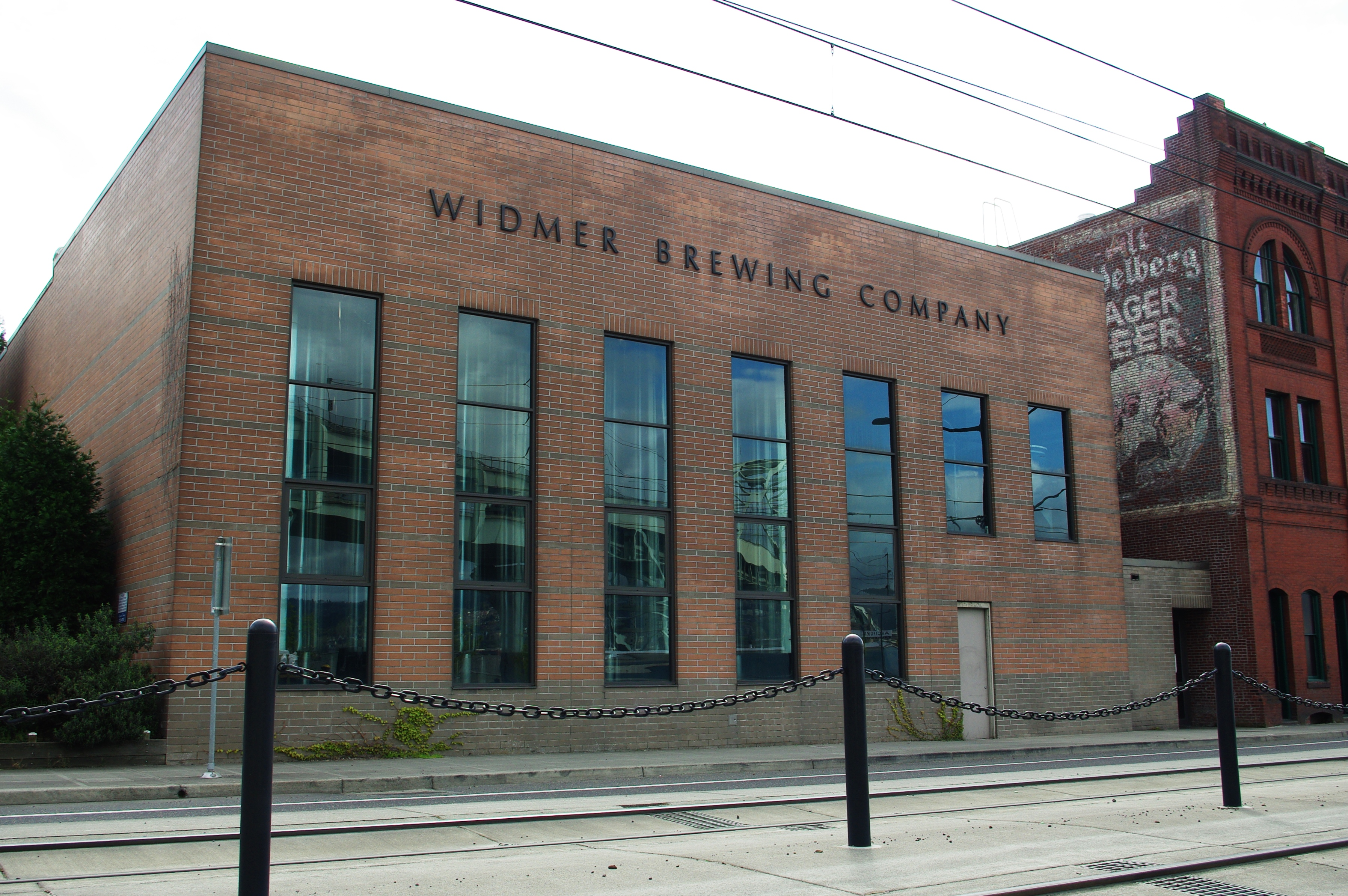
Widmer sörfőzde

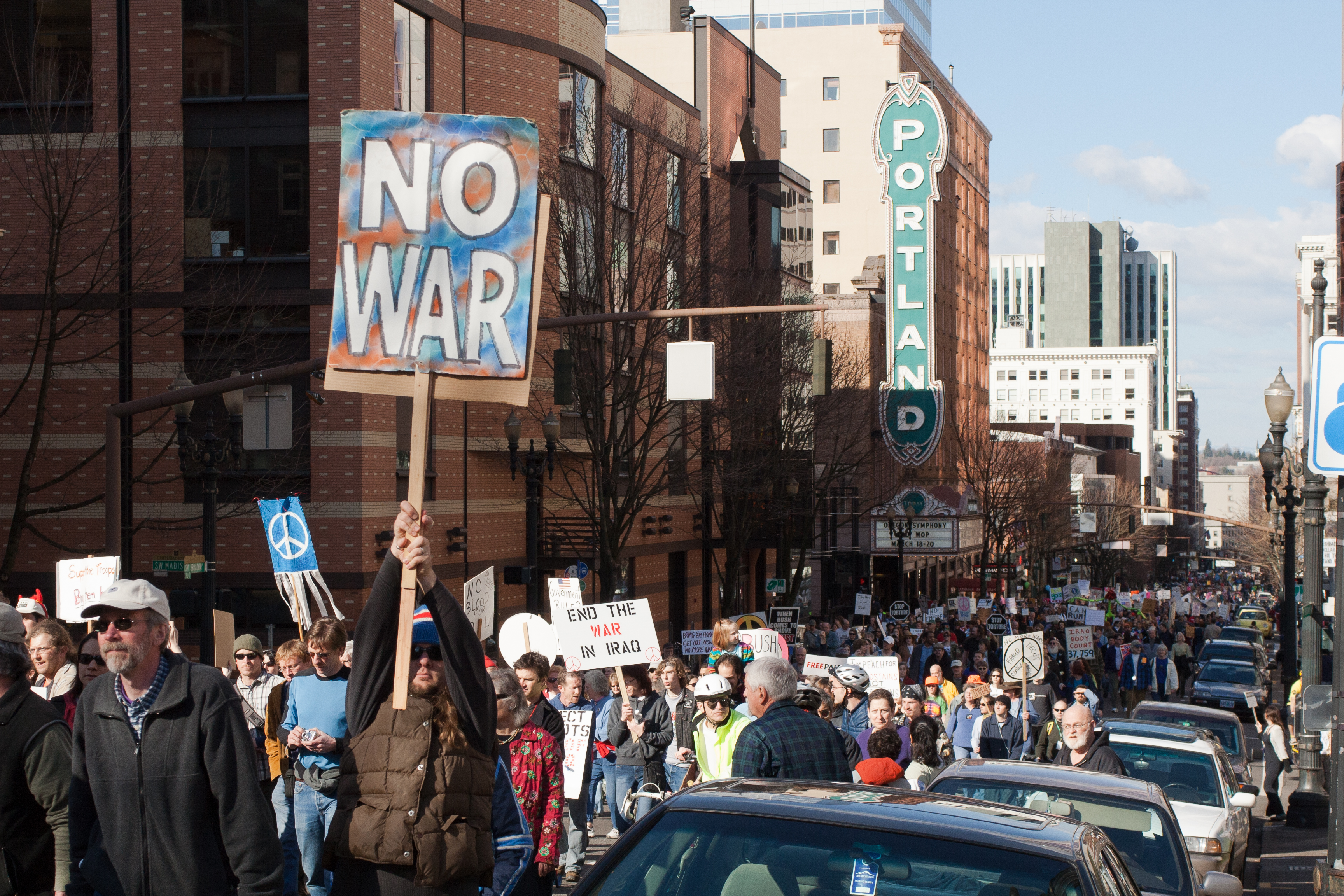
Tüntetés az iraki háború ellen 2006-ban

### Előadó-művészet
Portlandben számos előadó-művészeti intézet (Portland Opera, Portland Baroque Orchestra és Oregon Symphony) van; az 1924-ben alapított Portland Youth Philharmonic az ország első ifjúsági filharmonikus zenekara. A városnak több színháza (például Oregon Ballet Theatre vagy Portland Center Stage) is van.
A város zenei életét 2013-ban a The Guardian az USA legélénkebbjének nevezte. Innen származnak a Kingsmen, a Paul Revere & the Raiders, a Dandy Warhols és a Quarterflash, valamint Elliott Smith is, de a Modest Mouse és a The Shins is ideköltöztek. Az 1980-as években a városnak több punkzenekara (például Wipers vagy Dead Moon). Kurt Cobain az egykori Satyricon éjszakai klubban ismerte meg feleségét, Courtney Love-ot. Esperanza Spalding Grammy-díjas dzsesszzenész Portlandből származik.
Független alkotások mellett több nagyobb költségvetésű filmet is forgattak itt; Gus Van Sant rendező több filmjét is itt vették fel. Portland televíziós sorozatok (például Portlandia, Under Suspicion vagy The Real World) helyszínéül is szolgált. A mozik büféjében a filmek újravetítésén sört és bort is lehet vásárolni.
Itt rendezik meg a világ legnagyobb H. P. Lovecraft-filmfesztiválját.

### Múzeumok
Portland jelentősebb kiállítóterei a USS Bluebacket is bemutató Oregoni Ipartudományi Múzeum, a nagy vásznas Empirical Filmszínház és a Kendall Planetárium. Az Erdészeti Világmúzeum a Washington Parkban található. Az évente több vándorkiállítást rendező Portlandi Művészeti Múzeum az ország 25 legnagyobb kiállítóterének egyike. Az Oregoni Történeti Társaság Múzeuma 1898-ban alapított létesítmény, ahol Oregon történetét bemutató könyvek, képek és térképek vannak kiállítva, de az USA történetét bemutató vándorkiállításai is vannak.
Az 1905-ös megnyitásakor „az Északnyugat Coney Islandjeként” emlegetett Oaks Vidámpark az ország egyik legrégebbi ilyen létesítménye.

### Gasztronómia és sörfőzés
A városban több mint hatszáz mobilbüfére adtak ki engedélyt, emellett több tucatnyi kávépörkölő üzem és kávézó működik. A városhatárokon belül 58, az agglomerációban pedig több mint 70 sörfőzde található, ami a Sörfőzdék Szövetségének 2018-as adatai szerint a hetedik legtöbb.
A július utolsó hetében megrendezett Oregoni Sörfőző Fesztivál Észak-Amerika legnagyobb ilyen rendezvénye, amin több tízezren vesznek részt. Áprilisban sör- és borfesztivált rendeznek, a Portland International Beerfestet pedig júliusban tartják.

### Fenntarthatóság
Portland lett az 1969-ben rögzített állami irányítású városnövekedés mintája, valamint az első város, amely akciótervet fogadott el a szén-dioxid-kibocsátás csökkentésére.

### Szólásszabadság és nyilvános meztelenség
Az Oregoni Legfelsőbb Bíróság a State v. Henry ügyben hozott döntésével megerősítette az alkotmány szólásszabadságról szóló cikkelyeit, amikor a sztriptízbárok erotikus táncait a szólásszabadság hatálya alá helyezte. Portlandben és Oregonban van az egy főre jutó legtöbb sztriptízbár.
2008 novemberében a Multnomah megyei bíróság felmentett egy június 26-án letartóztatott meztelen biciklist, mert a bíró szerint a meztelen kerékpáros felvonulás a város életének szerves részét képezi (a vádlott nem a felvonulás résztvevője volt).

### Tüntetések
2016. november 10-e és 12-e között a Donald Trump megválasztása elleni békés tüntetésről leválók egy kisebb csoportja miatt zavargások törtek ki.

### Köztéri alkotások
Portlandben több mint négyszáz köztéri műalkotás található; a legrégebbi az 1888-ban felállított Skidmore szökőkút. Többségük fenntartója a Regionális Művészeti és Kulturális Tanács. Az 1980-ban elfogadott rendelet szerint a nagyobb projektek költségvetésének egy részét művészeti alkotásokra kell elkülöníteni.
A George Floyd halála miatti tüntetések során több alkotást is megrongáltak vagy leromboltak.

## Parkok

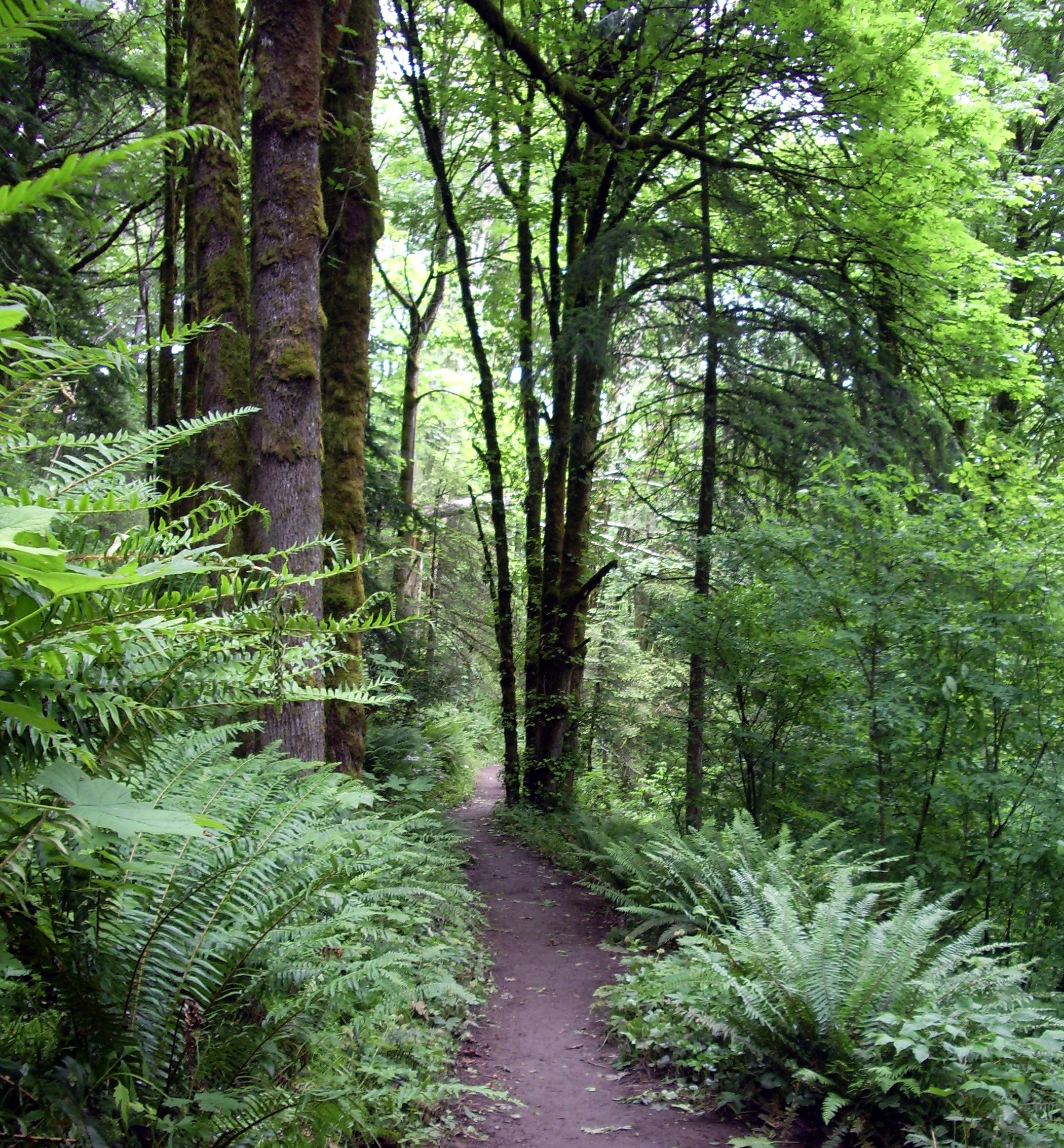
A Forest Park kora nyáron

A portlandi parkfenntartás története John Charles Olmsted 1903-as jelentéséig nyúlik vissza. Az agglomerációban 1995-ben népszavazással természetvédelmileg értékes területek szerzéséről döntöttek; 2005-ben 33 km2 területet megvásároltak és védetté nyilvánítottak. Portland az USA négy városának egyike, amelyek kihalt vulkánon fekszenek.
A Forest Park 2023 hektáros területével az USA legnagyobb városi parkja, valamint itt található a világ legkisebb parkja, a 0,3 m2-es Mill Ends Park. A Washington Park ad otthont az állatkertnek, a Hoyt Arborétumnak, a japánkertnek, valamint a Nemzetközi Rózsanevelő Kertnek is. A Lan Szu kínai kert szucsoui stílusú elkerített terület. A város keleti részén találhatók a Peninsula Park és a Ladd’s Addition rózsakertek, a Crystal Springs havasszépekert, a Leach Botanikus Kert, illetve a Bánatos Anyánk Nemzeti Szentélyének barlangja.
A belvárosban két területen (North Park Blocks és South Park Blocks) találhatók parkok. Az évente több rendezvénynek otthont adó Tom McCall Waterfront Park a Harbor Drive egy útszakaszának elbontása után, 1974-ben épült a belváros vízparti szakaszán. Portlandet az USA leginkább gördeszkabarát településének nevezik, mivel a Burnside Gördeszkapark mellett öt beltéri létesítmény is megtalálható.
A Tryon-pataki állami természetvédelmi terület az állam legnépszerűbb parkja; a patakban nagyszámú szivárványos pisztráng él. A közelben találhatók még a Willamette-szikla állami emlékpark és a Government Island állami pihenőövezet.
2015. április 1-jén a város parkjaiban és természetvédelmi területein betiltották a cigarettát, a dohányzást imitáló eszközöket és a marihuánát.

## Oktatás

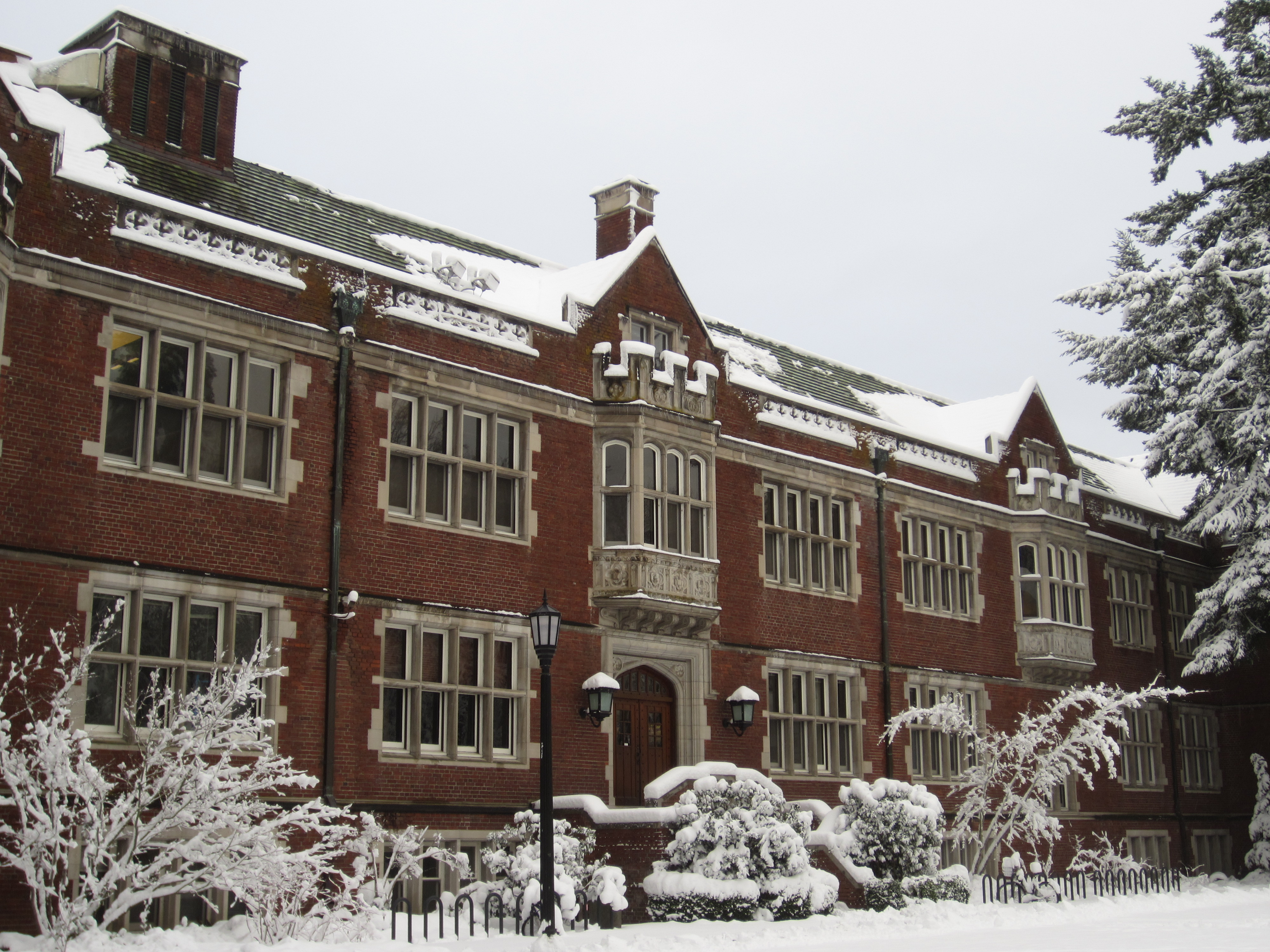
A Reed Főiskola Eliot épülete

### Közoktatás
Az általános és középiskolák kilenc tankerület lefedettségébe esnek; a Portland Public Schoolsnak 86 intézménye van, de egyes iskolák fenntartója a Beavertoni, Centennial, David Douglas, Parkrose, Reynolds, Riverdale-i vagy Scappoose-i tankerületek egyike. A város Clackamas megyei részei a North Clackamas és a Centennial tankerületek, a Washington megyeiek pedig a Portland Public Schools lefedettségi körzetébe esnek.
A legnagyobb középiskola a David Reynolds, a legrégebbi pedig az 1869-ben megnyílt Lincoln. A Washington, Adams és Jackson középiskolák is 1981-ben szűntek meg.

### Felsőoktatás
A Portlandi Állami Egyetem harmincezer diákjával az Oregoni Állami Egyetem után az állam második felsőoktatási intézménye; a The Princeton Review rangsorában a 85. percentilisben szerepel, MBA- és építőmérnöki képzéseit pedig nemzetközileg is elismerik. A városban működik az Oregoni Egészségtudományi Egyetem és a Portlandi Közösségi Főiskola is.
A Portlandi Egyetem, a Reed Főiskola, illetve a Lewis és Clark Főiskola magánintézmények.

## Infrastruktúra

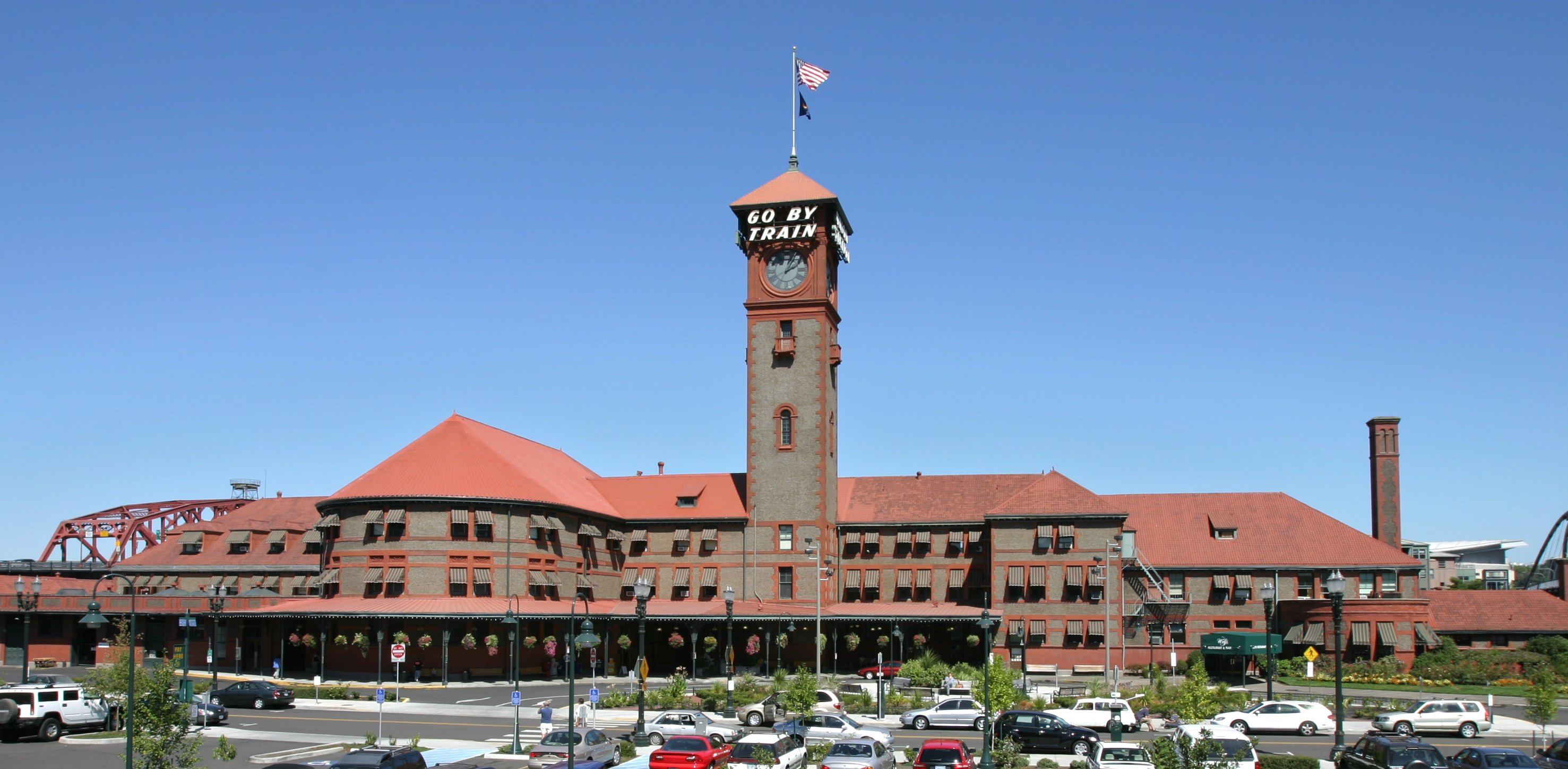
Union Station

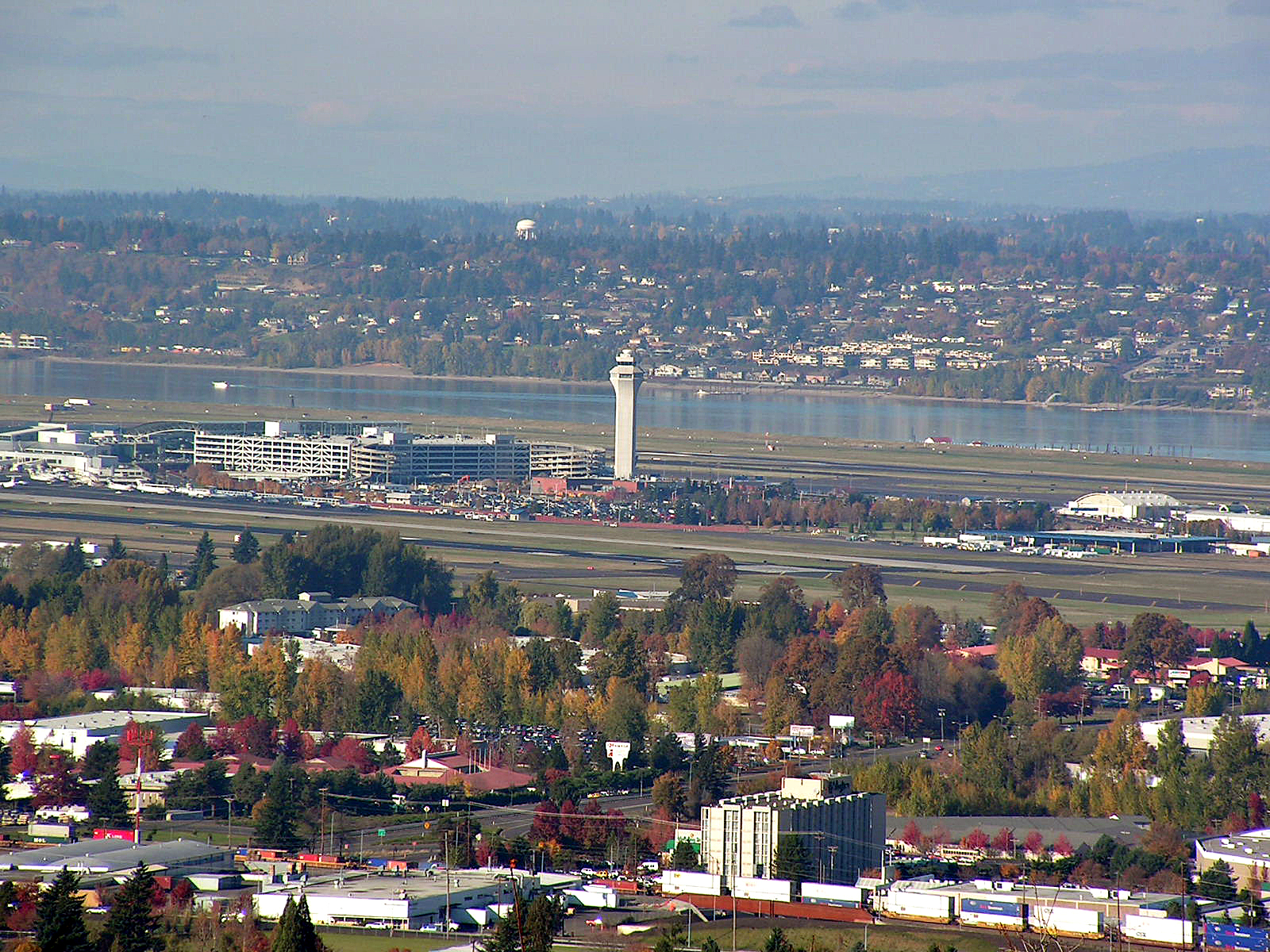
Portlandi nemzetközi repülőtér

### Egészségügy
A Legacy Health nonprofit vállalat több kórházat (például Legacy Emanuel Medical Center és Legacy Good Samaritan Medical Center) is fenntart. A Randall Gyermekkórház előbbi területén működik. A Good Samaritanben emlővizsgálat, rák- és sztrókkezelés is folyik, emellett endokrinológiai és rehabilitációs osztályai is vannak, valamint itt működik a Legacy Devers Szemintézet és a Linfield Egyetem ápolói képzése.
A Providence Portland Medical Centert a katolikus Providence Health & Services üzemelteti. Az Oregoni Egészségtudományi Egyetem campusán veteránkórház működik, valamint itt található a Shriners Gyermekkórház.

### Közlekedés
A város szemléletének köszönhetően más amerikai településekhez képest több közlekedési mód érhető el. 2008-ban az összes utazás 12,6%-ához a tömegközlekedést használták. A városi buszokat, valamint a MAX vasútvillamost és a WES helyiérdekű vasútvonalat a TriMet üzemelteti.
A Portland Streetcar a város tulajdonában álló villamoshálózat. A 2001-ben átadott, majd 2005 és 2007 között kibővített első viszonylat South Waterfront és West End között közlekedik, a 2012-ben átadott 5,3 kilométeres bővítés pedig a keleti városrészeket köti össze a Broadway hídon át az eredeti viszonylattal. A Tilikum Crossing 2015-ös átadásával kialakult egy körjárat, amely A jelzéssel az óramutató járásával megegyezően, B jelzéssel pedig az ellenkező irányban közlekedik.
1977 óta az 5. és 6. sugárutak a Portland Transit Mall részét képezik, ahol korlátozott az autóforgalom; a 2007 és 2009 közötti átépítés óta a MAX járatai is érintik. 1975-től a belváros egy részén (Fareless Square) ingyenes volt a tömegközlekedés; ezt pénzügyi okokra hivatkozva 2010-ben a vasútra korlátozták, 2012-ben pedig a zónát felszámolták. A TriMet TransitTracker nevű valós idejű járatkövetési rendszerét más fejlesztők is hasznosíthatják.
Az Interstate 5 Kaliforniától Washingtonig tart. Az Interstate 405 a belváros körüli gyűrű, az Interstate 205 pedig a repülőtérrel nyújt összeköttetést. A várost érintik még az Interstate 84, valamint a U.S. Route 20 és a U.S. Route 30 is.
A Portlandi nemzetközi repülőtér északkeletre fekszik, valamint itt található Oregon egyetlen közforgalmú helikopter-leszállóhelye. A város első repülőtere az 1940-es években megszűnt Hattyú-szigeti repülőtér volt.
Portland Union Stationt az Amtrak Coast Starlight, Empire Builder és Amtrak Cascades járatai mellett a Greyhound Lines távolsági autóbuszvonalai is érintik. Az egykori üzemeltetők 1958-ban gőzmozdonyokat (például Spokane, Portland and Seattle 700 és Southern Pacific 4449) adományoztak a városnak, amikkel az Oregoni Vasúttörténeti Alapítvány különjáratokat közlekedtet. Az Oregoni Vasúttörténeti Központ 2012-ben nyílt meg.
Portland a világ egyik leginkább kerékpárosbarát városa; 2021-ben az összes út 2,8%-át biciklivel tették meg, de 2016 és 2022 között a közlekedési mód aránya 46%-kal csökkent. Az Amerikai Biciklisliga a várost 2008-ban platina fokozattal tüntette ki az utcai kerékpáros infrastruktúra miatt. A Biketown kerékpármegosztó rendszer 2016. július 19-én több mint száz dokkolóállomással indult az északi és keleti városrészekben.
A lakhatási válság miatt Austinhoz és Minneapolishoz hasonlóan eltörölték a parkolóhelyek minimális számára vonatkozó rendeletet. 2015-ben a városnak be nem fizetett parkolási díjakból több mint 32,4 millió dollár kintlévősége volt.

### Vízszolgáltatás
A vezetékes víz többségében a Bull Run víztározóból származik, emellett nyaranta a Columbia folyón elhelyezkedő 25 kútból is érkezik víz.

## Média
A térség (és a Washington állambeli Clark megye) napilapja a The Oregonian.
Az újságosstandokon keresztül több hetilapot (a szerdánként megjelenő Portland Tribune, illetve az alternatív Willamette Week, valamint a csütörtökönként megjelenő, a fiatalokat célzó Portland Mercury) terjesztenek. A The Asian Reporter az ázsiai, a The Skanner pedig az afroamerikai közösségnek szól. A Portland Business Journal és a Daily Journal of Commerce üzleti tematikájú hetilapok, a Portland Monthly pedig kulturális havilap. A The Bee a délkeleti városrészekben terjesztett, helyi témákkal foglalkozó kiadvány.

## Sport

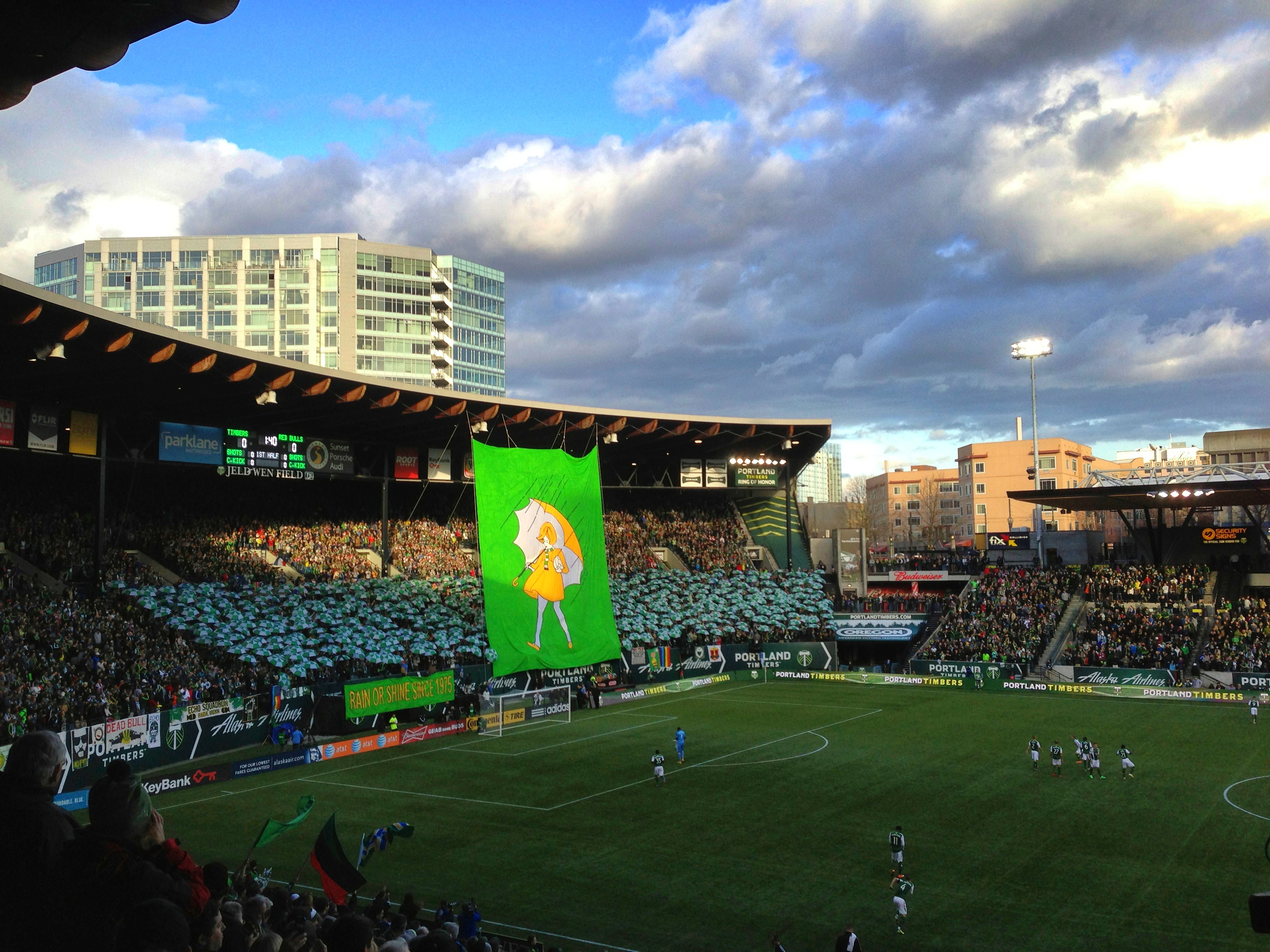
Providence Park

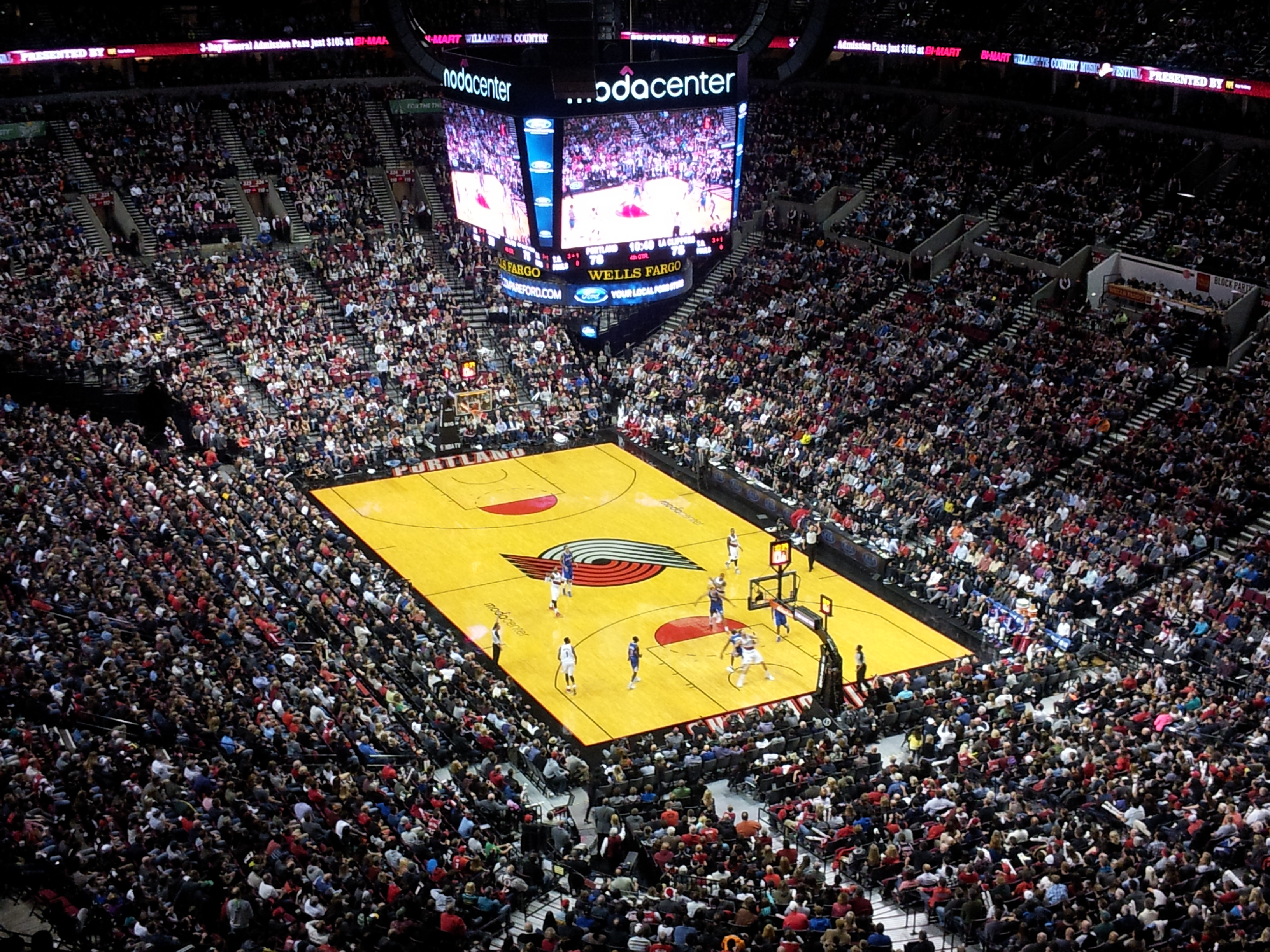
Moda Center

Portland három jelentősebb csapat – Portland Trail Blazers, Portland Timbers és Portland Thorns FC – otthona. 2015-ben a Timbers megnyerte az MLS-kupát, ezzel 1977 óta (a Trail Blazers győzelme óta) először nyert portlandi csapat bajnokságot. További bajnokságokat is a városba csábítottak volna, de erre a sportlétesítmények alkalmatlansága miatt nem került sor. A Portland Diamond Project tárgyalásokat folytatott a helyi vezetéssel és az MLB-vel is, de forrásokat nem kaptak. 2024. szeptember 18-án bejelentették egy WNBA-beli csapat megalapítását.
A helyi csapatok népszerűek. A Trail Blazers 1977 és 1985 között egymásután 814 hazai mérkőzésére minden jegy elkelt, a Timbers mérkőzésein pedig 2011-től, MLS-be lépésük óta van telt ház, jegyeikre több mint tízezer fős várólisták vannak. Diego Valeri a 2015-ös MLS-kupán megdöntötte a leggyorsabb gól rekordját. A Portland Classic női golfbajnokságot szeptemberben rendezik meg.
Két egyetemi sportegyesület (a Portland Pilots és a Portland State Vikings) van a városon belül, de az Oregon Ducks és az Oregon State Beavers is népszerű.
Minden évben megrendezik a Portland Marathont és a Hood to Coastot, ami a világ legtöbb résztvevőjével zajló hosszútávfutó versenye. A Nike Oregon Project Alberto Salazar edző doppingvádak miatti kizárásával 2019-ben szűnt meg. Az Erv Lind stadionban egykor egyetemi és profi softballmérkőzéseket rendeztek.
A városban az Oregoni Kerékpárversenyző Szövetség támogatásával évente több száz kerékpárversenyt tartanak. Az Alpenrose Dairyben és a Portland International Racewayen márciustól szeptemberig szinte minden éjszaka rendeznek bicikliversenyt. A cyclo-cross eseményeken (például a Cross Crusade) több mint ezer versenyző és néző vesz részt.
| Név                    | Sportág     | Liga             | Bajnokságok                   | Hazai stadion                   | Alapítva |
| ---------------------- | ----------- | ---------------- | ----------------------------- | ------------------------------- | -------- |
| Portland Trail Blazers | Kosárlabda  | NBA              | 1 (1977)                      | Moda Center                     | 1977     |
| Portland Winterhawks   | Jégkorong   | WHL              | 3 (1982–83, 1997–98, 2012–13) | Veterans Memorial Coliseum      | 1976     |
| Rose City Rollers      | Műkorcsolya | WFTDA            | 3 (2015, 2016, 2018)          | Az Oaks Amusement Park hangárja | 2004     |
| Portland Timbers       | Labdarúgás  | MLS              | 1 (2015)                      | Providence Park                 | 2009     |
| Portland Thorns FC     | Labdarúgás  | NWSL             | 3 (2013, 2017, 2022)          | Providence Park                 | 2012     |
| Hillsboro Hops         | Baseball    | Northwest League | 3 (2014, 2015, 2019)          | Hillsboro Ballpark              | 2013     |
| Portland Timbers 2     | Labdarúgás  | MLS Next Pro     | –                             | Hillsboro Stadium               | 2014     |

## Portland-ben játszódó sorozat
- Csecsebecsék
- Derült égből család
- Grimm
- Te, én meg ő

## Testvértelepülései
Testvérvárosok:
- Askelón, Izrael
- Bologna, Olaszország
- Guadalajara, Mexikó
- Kaohsziung, Tajvan
- Habarovszk, Oroszország
- Mutare, Zimbabwe
- Szapporo, Japán
- Szucsou, Kína
- Ulszan, Dél-Korea

Baráti város:
- Utrecht, Hollandia

## Fordítás
- Ez a szócikk részben vagy egészben  a   Portland, Oregon című angol Wikipédia-szócikk fordításán alapul.  Az eredeti cikk szerkesztőit annak laptörténete sorolja fel. Ez a jelzés csupán a megfogalmazás eredetét és a szerzői jogokat jelzi, nem szolgál a cikkben szereplő információk forrásmegjelöléseként.